# 若草物語
『若草物語』（わかくさものがたり、英: Little Women、直訳: 小さな婦人たち）は、アメリカの作家ルイーザ・メイ・オルコットによる半ば自伝的な小説であり、児童文学、家庭小説、少女小説、青春小説、教養小説、女性文学である（『若草物語』以外にも多くの邦題がある）。1868年に出版された後、人気を受けて、第二部が1869年に出版された。19世紀後半のアメリカを舞台に、マーチ家の四人姉妹を描いた物語である。続篇としてLittle Men（リトル・メン、第三若草物語）、Jo's Boys（ジョーの少年たち、第四若草物語）があり、次女のジョーが開いた学園の生徒たちが描かれる。

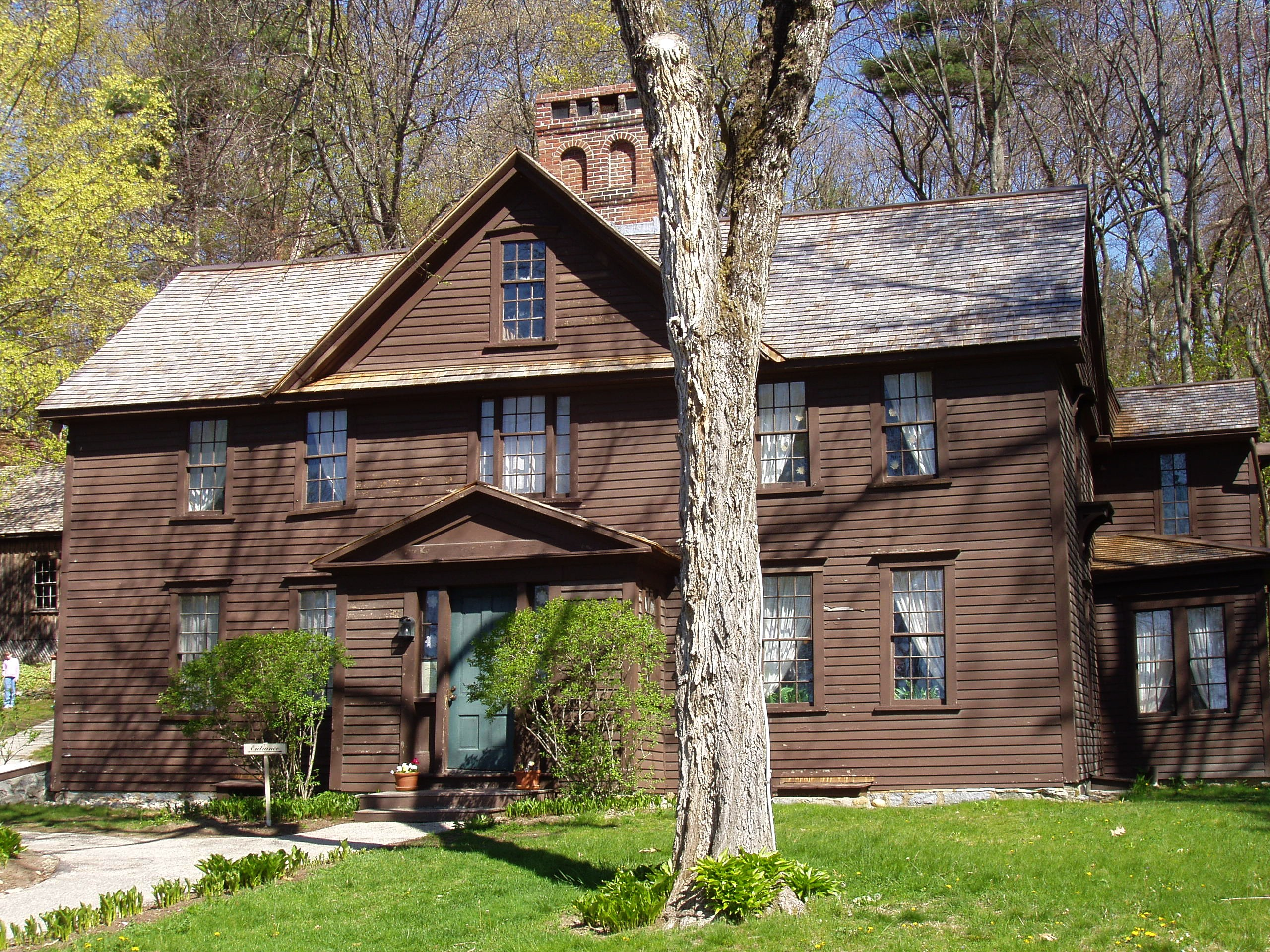
『若草物語』が執筆されたマサチューセッツ州コンコードのオーチャード・ハウス

## 概要
『若草物語（Little Women）』は、オルコットが姉妹たちと過ごした子ども時代を元にした、半ば自叙伝的な物語である。タイトルは、「小さなご婦人（Little Women）たちになるように」という父親の指導から来ている。単なる幼い少女ではなく一人の立派な女性であるという意味合いで用いられていた。
マーチ家の姉妹と母を中心に描かれており、父は現実の著者の父と異なり、南北戦争に従軍する牧師とされ、物語冒頭から不在である。姉妹たちは母の導きによって、不在の父の希望どおり、家族や隣人たちとの交流の中で、それぞれ欠点を克服し、自らの生き方を探し、見極めようとする過程が描かれている。姉妹と母、隣家のかなり女性的な感性を持つ男性たちとの交流のエピソードの連続で物語は進む。
1869年の『若草物語』第二部（イギリス出版時のタイトル Little Women Married, or Good Wives、「良き妻たち」。邦題『続若草物語』他）は、マーチ家の姉妹の青春時代、成人期と結婚のエピソードに入っていく。アメリカでは、1880年の時点で、第一部（1868年）と第二部（1869年）が1冊の本として出版されており、Little Womenといえば第二部までを指すが、日本では第一部が『若草物語』と認識されている。本作は1906年（明治39年）に、北田秋圃が『小婦人』（しょうふじん）のタイトルで初めて翻訳した。邦題は多様であったが、1933年の映画と、ほぼ同時に出版された矢田津世子による抄訳以降、『若草物語』のタイトルが使われるようになり、現在ではおおむねこのタイトルで知られている。
アメリカは伝統的に親と子の関係が重視されており、19世紀後半に、少女を主人公に、家庭内の人間関係にフォーカスした新しいタイプの物語群が登場し、これが家庭小説（家庭物語）と呼ばれた。『若草物語』は、この家庭小説を代表する作品である。欧米では、結婚を扱う第二部までがLittle Womenであるため、児童文学であるとともに女性文学であるともみなされている。アメリカでは女性に非常に愛読されており、アメリカ文学者の渡辺利雄は、アメリカでは少女時代、ほとんどすべての女性が本作を読んでおり、また、自立し創造的な職業を選んだ女性の多くが本作の感想や思い入れを残していることからも、「女性の自立に大きな刺激を与えたことは、歴史的に、実証済みといってよいだろう。」と述べている。
日常生活の中で、親しみのある多様なエピソードが次々に描かれ、難しく考えずとも素直に楽しめ、読者がそれぞれ教訓を得ることもできる作品である。本作には光と影とも言える二面性があり、女性の良妻賢母としての役割を支持する小説、家父長制的な社会を批判し、保守的な道徳観、女性観を批判する小説という相反する側面が認められてきた。どちらに焦点を合わせるかにより、違った読み方ができ、そのため、時代が変わっても長きにわたって愛読されてきた。日本の読者からは、輝きに満ちた少女時代を描く作品、その少女時代を温かく思い出させる、郷愁を誘う作品として、主に光の面に焦点を当てる形で受容されているようである。
各国で映画・演劇に加えアニメや漫画としても愛されてきた。1933年・1949年のMGM映画は良く知られていおり、2019年の映画も高く評価された。7度映画化されているが、苦難を乗り越える家族の絆に重点を置いたり、フェミニズムの立場から描くなど、解釈と再構成の仕方が作品ごとに異なっている。現代日本では、小説を読むのではなく、映画やアニメで触れた人が多いようである。

## あらすじ

### 若草物語
Little Women, or Meg, Jo, Beth and Amy, 1868年（原題：小さな婦人たち。邦題：若草物語、小婦人、リトル・ウィメン、四少女、四人姉妹、順（おとな）しい少女達、愛の姉妹、乙女の幸福、他）
南北戦争時代、父のマーチ氏が黒人奴隷解放のため北軍の従軍牧師として出征し女ばかりとなりながらも、慎ましく暮らす一家の約1年を描く。父の無事と帰還を祈り、優しく堅実な母親に見守られ、時に導かれ、マーチ家の四人姉妹メグ、ジョー、ベス、エイミーは裕福ではなくとも明るく仲睦まじく暮らしている（もっとも、これはこの家族の豊かな時代に比してつましいのであって、実際には中流階級の家庭である）。冒頭で父から手紙が届き、自分の心の敵と戦い、立派な「Little Women」になってほしいと指導されるが、姉妹それぞれの心の敵とは、16歳のメグは虚栄心、15歳のジョーは激しい性格、女らしくないこと、13歳のベスは極度の内気さ、対人恐怖、12歳のエイミーは見栄っ張り、わがままである。家庭に起こる楽しい出来事や悩み、事件、そして大きな試練が姉妹達を少女から「Little Women」へと成長させていく。
戦場でマーチ氏が危篤となったという電報が届き、マーチ夫人は急いで夫のもとに駆け付ける。看病のための母の不在が長引く中、ベスが貧しい一家の看病から猩紅熱をうつされ、重い症状となり、他の姉妹はベスの美徳を改めて思い、自分たちの至らなさを恥じる。その年のクリスマスに、回復した父が帰宅し、娘たちの成長を確認し祝福し、一家団欒となる。メグはローリーの家庭教師の貧しいブルック氏と婚約した。

### 若草物語 第二部

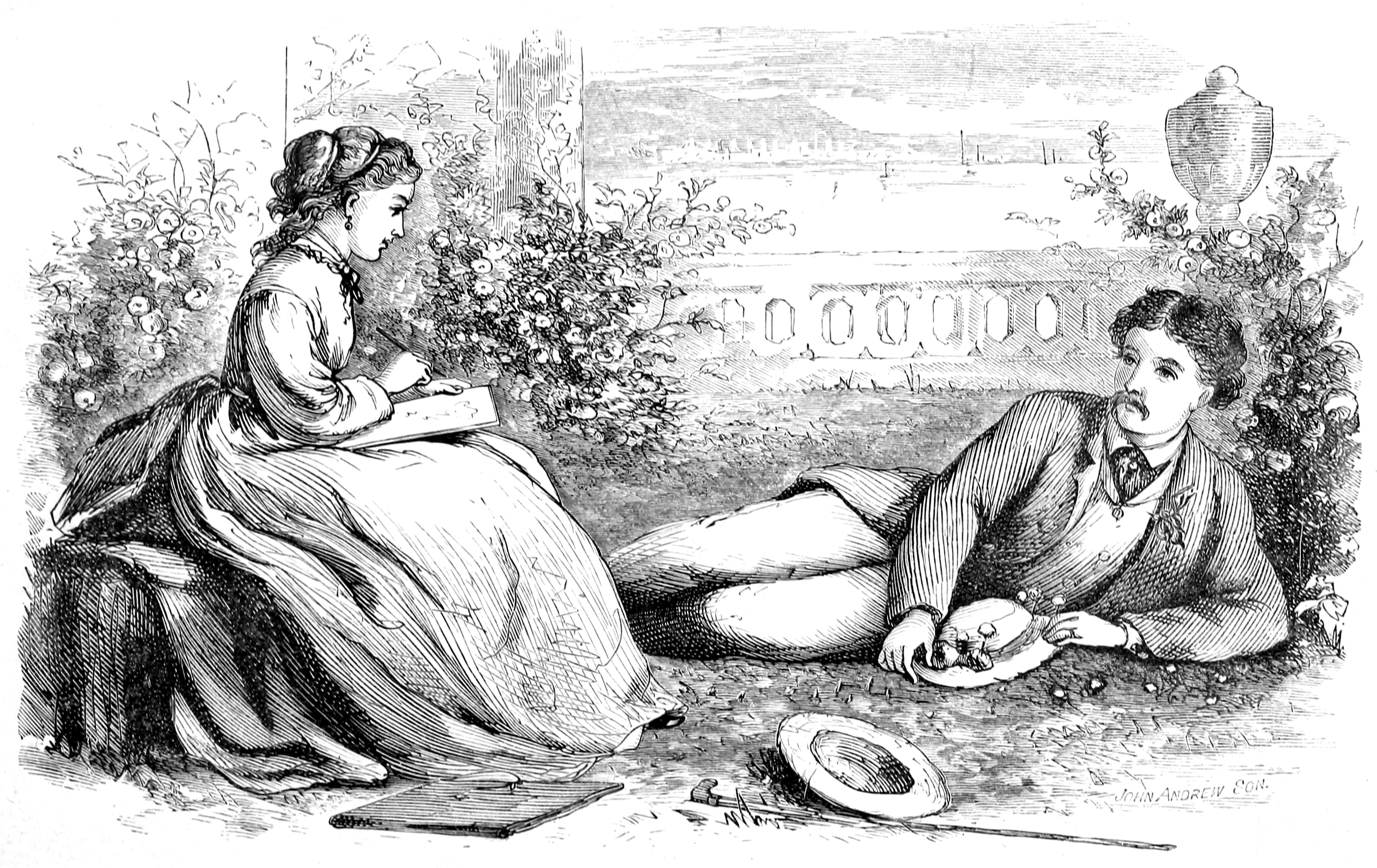
アビゲイル・メイ・オルコットによる『若草物語』第二部の扉絵

Little Women第二部 または、Little Women Married, or Good Wives, 1869年（原題：小さな婦人たち 第二部。結婚した小さな婦人たち ― 良き妻たち（イギリス版）。邦題：四少女、続若草物語、愛の四姉妹 他）
長女メグの結婚に始まり、ジョーの結婚に至るまでにそれぞれの姉妹が出会う出来事が群像的に描かれる。
メグは小さな苦難を夫・ジョンと共に乗り越え、双子をもうける。元来の頑固な性格のため海外旅行に行き損ねたジョーは、その他の理由もあってニューヨークに作家修業に出て、家計を助けるためにセンセーショナルな大衆小説を書くようになる。ここで、父親ほど年の離れたフリッツ・ベア（ベア先生）に出会う。ベスは闘病中ながらも温かく家族に尽くす生活をつづけ、淑女として成長したエイミーは持前の社交上手とたおやかな性格からマーチおばに気に入られ海外旅行に同行する。ジョーは闘病中のベスを熱心に看病し、その最期を看取ることになる。ベスを通して、ジョーはそれまで抱いてきた野心よりも、家族のために尽す誠実な努力こそが大切だと思うようになる。ベスは亡くなり、ジョーは家族に献身して生きることを決め、精いっぱい努力するが、「（自らに課したその仕事の）中には自我が入っていなかった」ため、苦しみ、深い絶望に襲われる。そんな姿を見かねた母のはげましで、お金や名声を度外視して作品を書くことで、今までにない文学的評価を得る。ジョーに失恋し自棄になっていたローリーは、ヨーロッパでエイミーに再会し親交を深め、才能の限界を感じたエイミーは、画家の夢をあきらめ、ローリーと結婚して二人で帰国する。ジョーは二人の帰国を喜ぶが、自立の願望と、自立の深い孤独の狭間で苦しみを覚える。そこにベア先生がジョーに会いに来る。ベア先生の忠告から、ジョーはセンセーショナルな小説の執筆を辞め、教訓的な子供向けの物語を書くようになるが、やがて小説の執筆自体を辞めてしまう。ジョーは25歳でベア先生と結婚し「ベア学園」の運営に忙殺されるが、「いい本を書きたい」という望みは心に持っている。

## 登場人物

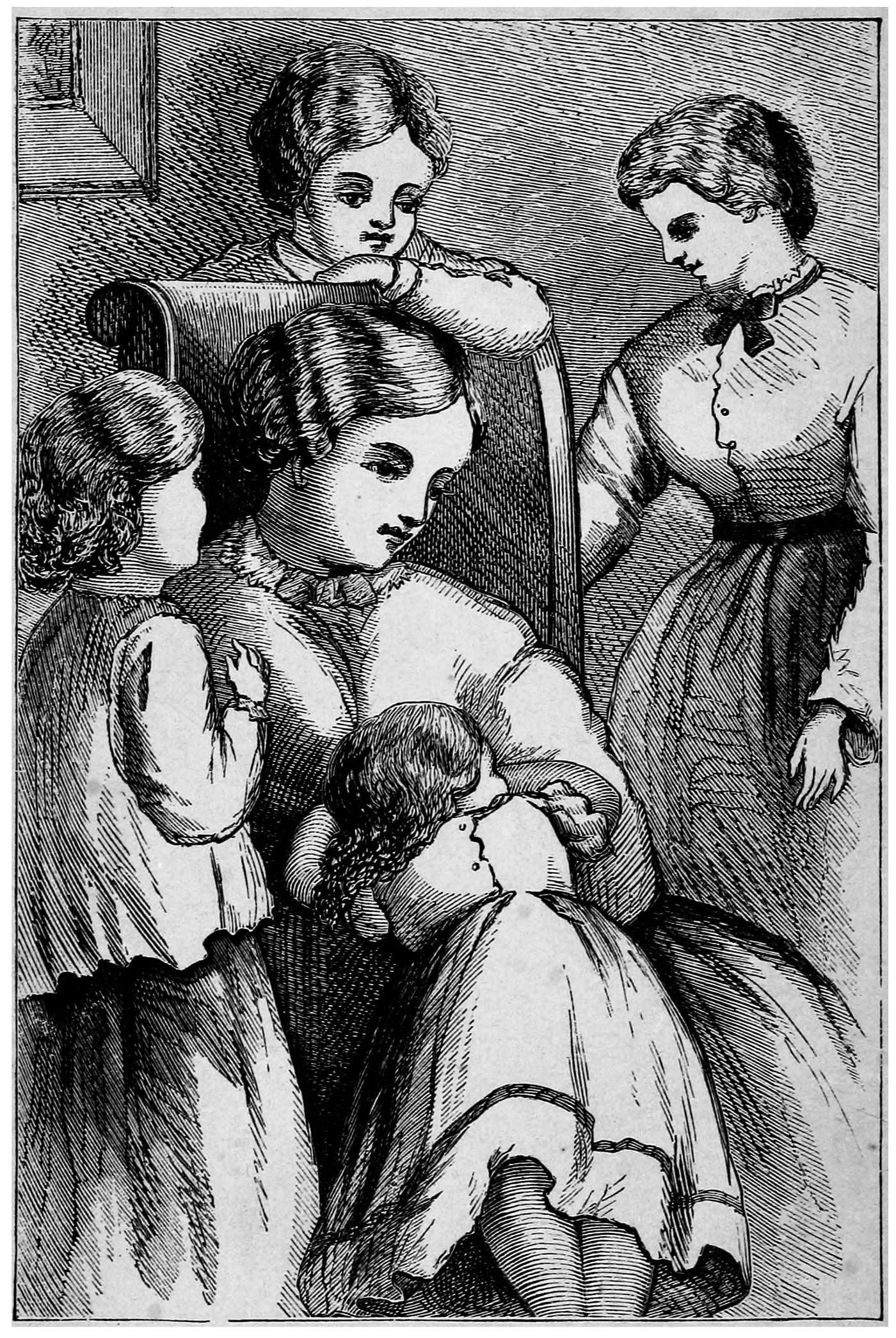
作者の妹で画家のアビゲイル・メイ・オルコットによる『若草物語』挿絵

### マーチ家

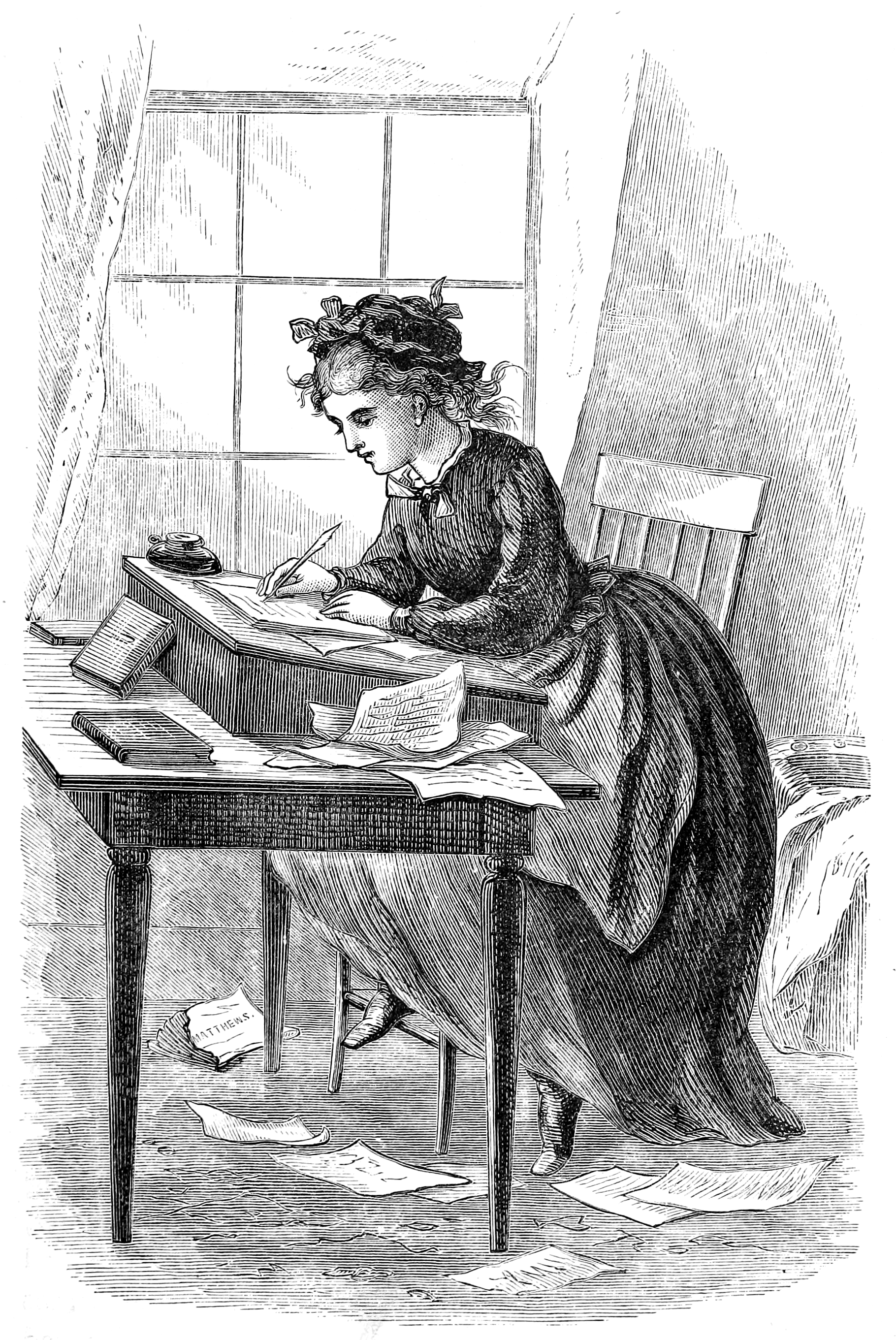
情熱の「渦」に入り執筆するジョー（1869年）

メグ四姉妹の長女。正式名はマーガレット。母の名前を引き継いでいる。第一部では16歳。非常に美しく女らしく、家庭的で、やや保守的な性格。金持ちの家庭の家庭教師となってマーチ家の生計を助けている。まだ家庭が裕福だった頃の事を姉妹の中では唯一覚えているため、美しい衣服や装飾品や社交界の話を見聞きする度辛く思い、虚栄心に悩まされる。贅沢な服が大好きで、将来は金持ちと結婚して豊かな生活がしたいと思っている。
続編以降では、隣人であるローリーの家庭教師だった、貧しいジョン・ブルックと結婚、双子のデーズィとデミ、その妹ジョーズィをもうける。彼女は夫であるジョンを『リトル・メン（第三若草物語）』の終盤で喪うが、メグが生活するにあたって困らない程度の資産を彼が節制によって遺していたことが判明する。モデルは作者の姉、アンナ・オルコット・プラット。
ジョー
四姉妹の次女。正式名はジョゼフィーン。作者自身がモデル。直情型で率直な性格。そのためトラブルを起こすこともあり、短気でカッとなりやすい性格を直そうと苦慮する。背が高く手足が長く痩せている。第一部では15歳。マーチ家の「息子」と自ら標榜し、男の子のように生きることを望む。容姿はこれと言って優れてはいないが、美しく豊かな髪を持つ。だが父が前線で病となり、母が看護にでかけるための旅費を助けるためにその髪を売る。父の伯母にあたる金持ちのマーチおば宅へ通い、話し相手（レディズ・コンパニオン）をする事でマーチ家の生計を助けている。ボーイッシュな性格だが裁縫が上手で、趣味は読書。文学を愛し、あふれる創作欲を持ち、作家を目指して自分でも小品を書いている（それが『ジョーおばさんのお話かご』）。作家業でお金を稼ぎ、家族に楽をさせたいと望んでいる。ジョーは強い自我を持ち、そのあふれる創作欲は、「知的な蓄積とあふれ出る想像力によって自己実現しようとする意志」である。創作による経済的成功と自己実現を強く望むが、不器用さや貧しさ、女性であることから、現実との折り合いに葛藤する。
ベス
四姉妹の三女。正式名はエリザベス。黒髪に青い目で、対人恐怖症と言っていいほど非常に内気、しかし内に強さを秘めた少女。内気な性格に加えて病弱なため、学校には通わず自宅で勉強している。家の雑事を進んで引き受け、献身的で辛抱強い性格である。第一部では13歳。音楽が大好きで、ピアノをよく弾く。ピアノがきっかけとなって老ローレンス氏との間に年齢を超えた友情が芽生えた。おとなしく愛情深く、子猫や小鳥や人形を可愛がって面倒を見ている。四姉妹の中では一番友好的で、家族からも好かれている。特に自分とは正反対の性格のジョーとは大の仲良し。エイミーからも大変懐かれている。他の姉妹のやり残した仕事も率先して片付け、かといって報酬を得ようとは思わない。物語の途中で猩紅熱にかかり、一命を取り留めるもすっかり虚弱になる。
続編においては、体調が悪化するなかで、周囲のものをその性質によって感化し、闘病と若い死によって、ジョーに大きな影響を与える。モデルは作者の妹の三女エリザベス・スーウェル・オルコットで、実際に猩紅熱に罹って虚弱となり、苦しい闘病生活を送り、若草物語の執筆が始まる前に23歳で他界していた。
エイミー
四姉妹の四女。第一部では金髪の巻き毛が自慢のおしゃまな12歳。貴婦人らしく振舞うのが好きで、覚えたての難しい言葉を使いたがるが、大抵こっけいな言い間違いをする。美術の才能があり、写生をするのが好きである。生意気盛りでジョーとはよくぶつかってしまう。ベスにも懐いており、ベスと最も仲が良いジョーと張り合っている。自分の鼻の低さを気にしている。
第二部以降は幼さも影をひそめて大人びた淑女に成長し、ローリーに忠言をするほどになる。美人ではないが品があり、たおやかで社交上手、おしゃれ上手な様は、ややぶっきら棒で社交のあまり得意でないジョーと対照的に描かれる。画家として身を立てることが夢で、マーチおばの助けでヨーロッパで修業するが、才能の限界を感じ、隣人であったセオドア・ローレンス（ローリー）と結婚し、「才能は天分ではない」という理由で画家の夢をあきらめる。生まれたベス（三女Bethとはスペルが異なる）を蝶よ花よと育てるが、娘の鼻が立派であることで非常に喜ぶことになる。モデルは作者の妹の四女アビゲイル・メイ・オルコット・ニアーリカー。
マーチ夫人
四姉妹から尊敬され、慕われる良妻賢母。常に夫を立てながら、娘たちを適切に導く。姉妹には聖書や『天路歴程』を礎とした道徳・愛の実践を自らが慈善活動を行うことによってやさしく教える。姉妹は何かトラブルに見舞われると、この母に教えを請い、それは姉妹たちが成人してからも続く。モデルはオルコットの母で、主婦、貧民救済使節（現在のソーシャルワーカー、民生委員）のアビゲイル・メイ・オルコット（アッバ）。
マーチ氏
四姉妹の父親で、穏やかで思いやりがあり、高潔で博学な牧師。『若草物語』冒頭から南北戦争に従軍していて不在である。『若草物語』最後で戦場から帰宅するが、在宅している『続 若草物語』でもほとんど存在感がなく、時たま道徳的な意見を言い、ジョーが家族の家計のために書いている扇情的な物語を批判している。しかし、ジョーがそうして稼いだお金は受け取っている。理想家で現実に順応できず、世渡りが下手である。モデルは、作者の父親で、超絶主義者で教育者のエイモス・ブロンソン・オルコット。
マーチおば
四姉妹たちの大おばで、四姉妹の父マーチ氏は甥にあたる。未亡人で自らの子供は赤ん坊の時に亡くしており、マーチ氏が破産した際に、娘たちの誰かを養子として引き取ろうと提案したが、これを拒否されたため一時は立腹していた。裕福ではあるが足が不自由なため、ジョーが身の回りの世話をする仕事をしている。一見偏屈でジョー達を閉口させるが、内心では身内であるマーチ家の人々に愛情を抱いており、特にやんちゃなジョーを気に入っている。第一部の後半には、ベスの病気が感染することを防ぐため、隔離された幼いエイミーをしばらく預かることになり、このことでエイミーを気に入り、第二部ではエイミーをヨーロッパ旅行に連れてゆくことになる。第二部の最後に亡くなり、その際にジョーにプラムフィールドを遺贈する。ここがジョーと夫のベア先生が学園を開き、続編の主な舞台となる。作者は、この金持ちで威圧的で人の好いマーチおばにモデルはいないとしているが、作者の母の大おばで、アメリカ合衆国建国の父と呼ばれる政治家ジョン・ハンコックの妻で女主人（ホステス）だったドロシー・クインシーが投影されていると言われる。（作者が生まれる前に亡くなっており、会ったことはない。）
ハンナ
マーチ家の家政婦。マーチ家の家事をたった一人で切り盛りする働き者で、一日中働いている。母と姉妹に信頼される「ばあや」のような存在で、作中で「家政婦というより友達のような存在」とも言われる。ストーリーを動かす影の重要人物とも言えるが、実在の人物をモデルとしたマーチ家の人々は、キャラクターが細やかに具体的に描写されているが、ハンナのアイデンティティ、性格、経歴や出自、容貌、年齢などはほとんど描かれていない。『若草物語』で唯一、特定のモデルがいないキャラクターであると言われる。当時のアメリカ北部、特にボストンには、じゃがいも飢饉のために多くのアイルランド移民が流入し、労働力となっていたこと、彼女の話し方にアイルランド訛りがあることから、こうしたアイルランド移民のひとりであると推測されている。

### ローレンス家
セオドア・ローレンス（ローリー）
マーチ家の隣人で、非常に裕福なローレンス家の一人息子。第一部では15歳でジョーと同い年。祖父と2人、使用人に囲まれて立派な屋敷に住んでいるが、近所づきあいがなく孤独な毎日を送っていた。メグの友人サリーの屋敷で開かれた舞踏会で、手持ち無沙汰にしていたジョーと出会う。その後あけっぴろげなジョーの態度に打ち解け、意気投合して、以後マーチ家の人々と親しく交流する。ドーラという愛称で呼ばれるのを嫌い、姉妹たちには自らをローリーと呼ばせる。また、セオドアの愛称でテディとも呼ばれる。両親は早くに亡くなっているが、母の音楽の才能を引き継いで自らもピアノを弾く。性格は快活で茶目っ気があり紳士的、誰からも好かれるが、やや無鉄砲でいたずら好きな面も。活発で性格の似たジョーを熱愛するが、失恋し、ヨーロッパで再会したエイミーに惹かれ、彼女と結婚する。
モデルは、オルコットがヨーロッパ旅行中に親しくしたポーランド人の青年ラディラス・ヴィシニェフスキ、オルコット家と親しく、早世した詩人・作家のヘンリー・デイヴィッド・ソロー等。
老ローレンス
セオドア・ローレンスの祖父。一見気難しそうに思える老人だが、根は非常に優しく親切で、マーチ家では特にベスを愛していた（彼の亡くなった孫娘の面影を重ねてもいた）。ローリーの両親の結婚には反対で、それと関係してローリーが音楽をやることを嫌う。ローリーに対しては厳格でもあるが、一面では非常に甘い。何かとマーチ家の力になり、「ベア学園」には財産を遺贈する。作者は、この人物は母方の祖父のジョセフ・メイ大佐（メイ家はボストンの名家で、メイ大佐は著名なユニテリアンだった）であると語っている。作者の父の友人で、オルコット家を長年援助していた超越主義哲学者のラルフ・ウォルド・エマーソンもモデルと言われる。
ジョン・ブルック
ローリーの家庭教師として登場。マーチ家四姉妹がローリーや彼の友人らとキャンプへ出かけた際にメグと出会い、後に結婚する。第一部終盤には、マーチ氏が負傷した際、マーチ夫人の付き添いでマーチ氏が収容された病院へ同行し、しっかりとその責任を果たした。第二部の最初にメグと結婚し、その後は双子の兄妹デミとデーズィ、次女のジョーズィをもうける。性格はやさしく、いたってまじめで倹約家。『リトル・メン』では心臓発作で急死してしまうが、同時に彼がどれほど周りから愛され、慕われていたかも改めて認識される。モデルは、アンナ・オルコット・プラットの夫のジョン・ブリッジ・プラット。ブルックという姓は、彼が参加していたボストン郊外の超絶主義者の共同体ブルック農場から取られている。

### その他
フリッツ・ベア（ベア先生）
第二部より登場。訛りの強い英語を話すドイツ人。ジョーが文筆修業のためにニューヨークへ行った際に出会い、物語の終盤で結婚する。性格は穏やかで子供好き。アメリカに移民する前、ドイツでは大学教授だった。ジョーと出会った時、すでに30代後半でジョーとは歳が離れており、その時は家庭教師をして生計を立てていた。ジョーと結婚した時は40代で、一文無しで、養う必要のある孤児の甥二人を抱えているが、マーチ夫妻は結婚に賛成している。

## 出版

### 執筆の経緯
オルコットは、ホラス・フラーの依頼で雑誌「メリーズ・ミュージアム」の編集者になり、年俸500ドルの固定の収入を得るようになり、ここでロバーツ・ブラザーズ社のトーマス・ナイルズに出会った。ナイルズは、オルコットが南北戦争での看護婦としての経験をもとに書いた作品『病院のスケッチ』を高く評価しており、1867年に、ホレイショ・アルジャーやオリバー・オプティック（ウィリアム・T・アダムス）らの少年向けの本に対抗できるような、女の子向けの本の執筆を提案した。
子供の頃おてんば娘だったオルコットは、日記に「女の子が好きではないし、（姉妹以外に）知っている女の子も少ない」と書いており、少女向けの物語を書くのに自分は向いていないと感じており、引き受けるか何か月も悩んだが、1868年に父ブロンソンが自分の哲学書を出版するためにナイルズを説得しようと、娘は妖精物語を執筆することができると言い、ナイルズは、もしオルコットに（妖精物語ではない）女の子向けの物語を書かせることができたら、ブロンソンの哲学書を出版すると答えた。そこでオルコットは嫌がりながらも、父親を喜ばせ、その執筆活動を助けるために、また、家族の慢性的な貧困状態をどうにかするために、姉妹とともに育った自分の思春期を材料に女の子向けの物語を執筆することになった。
『若草物語』の執筆について、作者は「こつこつ書いてはいるけど、こういう作品は楽しくない」と日記に書いているが、その後「少女向けの生き生きした飾り気のない作品が大いに必要とされている」ので頑張ってみようと述べている。オルコットはこの執筆を通し、辛かった子供時代を作り替えた。完成しゲラを読んだ際に「案外いい作品だと思う。全然センセーショナルではなくて、素朴で真実味がある。なぜなら、私たちはそのほとんどを実際に体験したから」と語っている。
作者の母のアッバは、3人の姉と一人の兄と共に育っており、この母の実家のメイ家の5人が、四姉妹とローリーのインスピレーションになっている。メイ家は、父のビジネスパートナーが詐欺に投資したことで破産し、裕福な生活からつつましい暮らしへと変化しており、これはマーチ家の姉妹が経験した一家の経済状況の変化と同じである。オルコットは執筆のために、母アッバの20巻にも及ぶ日記を資料として参考にした。
当事の読者が物語に求めていたものは、珍しい経験、恋愛、敬虔、自制、改心、旅行、南北戦争であったが、オルコットはそれらをごった煮にして、しかし先が読めるような安易な展開にはせず、独創的で機知に富んだ物語に料理した。
『若草物語』は彼女自身の人生からエピソードを拾ってくるのに加えて、「姉妹の試練」（The Sisters' Trial）、「現代のシンデレラ」（A Modern Cinderella）、「ギャレットにて」（ In the Garret）を含む彼女の初期作品のいくつかの影響もみられる。こうした過去の短編小説や詩の中の登場人物は、オルコットの家族と人間関係に加えて、『若草物語』やその後の小説の中の様々な登場人物の全体的なコンセプトや土台にインスピレーションを与えた。

### 改訂
1880年に、人気画家のフランク・T・メリルによる200枚近い挿絵の入った『若草物語』の改訂版が出版されたが、日曜学校の図書館にふさわしい全国的ベストセラーという出版社の意向に沿い、多くの本文改訂がなされていた。生き生きした俗語や口語表現、ニューイングランドの方言は、より洗練されたお上品な文体に修正され、マーチ夫人は親しみやすい小太りな女性から上品で気品のある婦人に、ローリーの身長は、ジョーと同じくらいからジョーよりも高く、より男らしく、といった変更が行われた。オルコットの辛辣な独創性が削られた1880年版が、今日の読者が知る『若草物語』であるが、オルコットは日記でも編集者のナイルズ宛の手紙でもこの編集に触れておらず、出版社が勝手に行った可能性が指摘されている。文芸評論家のエレイン・ショウォールターは、オルコットは改訂当時、すでに作家業に疲れており、こうした変更を容認していたとみている。

## 作品解説

### 文体
オルコットは「短い単語で済むときには決して長い単語を使ってはならない」と考えており、平明で分かりやすい文体を用いた。『若草物語』第一部・第二部には、反道徳的ではない程度に俗語や罵り言葉も取り入れて、リアルな会話体により、日常感が醸し出されている。

### 姉妹それぞれの生き方・結婚
『若草物語』で、作者は自身を基にして主人公のジョーを描いており、ジョーを自分と同じように独身にしたいと考えていたが、出版社や読者は金持ちのローリー・ローレンスと結婚することを強く望んでおり、オルコットによると、出版社の圧力と読者からの説得で、ストーリーを変更した。オルコットは第二部で結婚は譲歩したものの、ジョーとローリーの「対等な男女の友達」という関係は変えず、ローリーは妹のエイミーと結婚し、ジョーは作家の道を断念して年上のベア先生と結婚し、家庭に入る展開とした。池本佐恵子は、「ほとんど読者の誰しもが、ジョーとベア先生の結婚に心から納得できない。ベア先生という、不自然なほど年齢の離れた父親的な人物とジョーの結婚とその結果は、ジョー自身にふさわしい結果というより、オルコット自身の母アビゲイルの苦難の結婚生活を埋め合わせた感がある」と述べ、作者自身をモデルとするジョーの伴侶となったベア先生は、作者の理想の父の像であると分析している。また、「若い娘のジョーは、ベア先生との結婚によって、子供からいきなり教師、母になってしまう。ジョー（あるいはオルコット）の女性としての充実は感じられない。」と、女性であることを一足飛びにした不自然さを指摘している。
「女性の最高の幸せは家庭」だと考え、結婚し専業主婦になる長女のメグ、荒々しく自立的で、作家を目指すジョー、美しい心で周囲をなごませながらも内気で、何者にもならずに世を去る三女ベス、わがままで自分磨きに余念がなく、画家を目指すが挫折する四女エイミーという、姉妹それぞれの個性や生き方を、作者は否定せずに描いている。メグの結婚後、若い妻としての家庭の悩みとその解決が描かれるが、そう言った主婦の悩み自体、それまでの本の中で扱われることはほとんどなかった。不屈の精神を持ち自立的な人間であろうとするジョーと、当時の理想的な従属的な妻となったメグやエイミーが並列的に描かれており、新しい価値観と伝統的な価値観が共に示されていると言える。

### 作者の家族
『若草物語』で、オルコットは自分の家族、母や姉妹のことをかなり忠実に描こうとしており、アンナ・ルイザ・エリザベス・メイをメグ・ジョー・ベス・エミーに移し替えて書いている。自身をもとにして主人公のジョーを描いた。同様に、若草物語のすべてのキャラクターはオルコットの生涯の人々とある程度類似している。ベスの死はエリザベスのことを反映しており、ジョーと末っ子エイミーとのライバル関係は、オルコットが時々メイとのライバル関係を感じていたためである。ただし、人間関係は理想化され、過去の経験は美化されており、オルコットが家族の中で経験した経済的・精神的苦労が見事に浄化され、苦悩が理想へと昇華されている。
マーチ家はオルコット家をモデルにしているが、理想化されており、マーチ家は上品で比較的貧しい暮らしをしているようだが、オルコット家は時に飢えや寒さに苦しむ深刻な貧困家庭だった。家長のエイモス・ブロンソン・オルコットは、浮世離れた理念を掲げ妥協を許さな理想主義者で、革新的な教育の実践や理想主義的なカルト的・ユートピア的農業共同体フルートランズ（Fruitlands、フルーツランド）の建設という挑戦と挫折で大きな借金を作り、挫折後は家族を養うことを放棄し、金銭をほとんど稼がなかったので、妻アッバと娘たちが苦労して働き家計を支えた。一家はブロンソンの理想に従い、どんな人間の助けも拒まず総出で奉仕し、筆舌に尽くしがたい苦労と困窮を味わった。現実で一家の貧乏の理由はブロンソンだが、物語では父が友人を救おうとして財産を失ったと変えられており、現実の過去の貧困、挫折、死は取り除かれている。
マーチ家の生活レベルは、裕福ではないが、現実のオルコット家よりかなり良い家庭になっており、作者の子供時代の不十分な食事の記憶を癒すかのように、ごちそうの場面が度々描かれる。また、現実でオルコットは、家族を養うための過重労働や、南北戦争時に看護師として働いた際に、腸チフスを患い、カロメルと呼ばれる有毒な水銀化合物による治療を受けた後遺症（当時は標準的な治療だった）等で、身心の苦痛に苦しめられていたが、物語でジョーは健康な少女であり、病気は妹のベスに全て転化されている。
作者は物語の中で、母親と姉妹を現実より伝統的な型に寄せて改変している。エイミーは作中で画家の夢をあきらめているが、モデルのアビゲイル・メイは画家、絵の講師として活動していた。『若草物語』出版後、経済的に成功した作者の援助で渡欧し、画家になる夢を叶え、長年プロの画家として活躍してから、40代で結婚した。母のアッバは、夫が設立したフルートランズから、夫を残して娘たちを連れて出て行ったこともあり、極限状況では夫に忍従しないこともあったが、作中では、忍耐強く、従順で、模範的な妻・母親として描かれている。

### 父不在の設定
マーチ氏のモデルのブロンソンは、非常に気難しく、浮世離れした、ニューイングランド的な変人で、無口で、情緒不安定であり、マーチ氏のような穏やかで思いやりのある人物ではなかったが、物語では欠点を除いて描かれており、作者はこの変人で型破りな父親を物語にほぼ登場させず、姉妹の父親をどう描くかという問題を解消している。
オルコットは、愛する母と連帯してきた姉妹を、できうる限りリアルに、本物の少女たちの生きた日々を描いたが、父を描くことはできず、家庭において重要な存在であり南北戦争に参加したことのない父は、従軍中で不在の設定になり、父は「教え」として物語全体に精神的な影響を与えるが、存在は物語の背景に退いている。
オルコットの個人的な事情から取られた物語の枠組みのおかげで、当時の「きちんとした家族像」でありつつも、父権的拘束から逃れることに成功し、「女の子の真実」が描き出された。マーチ夫人を家に縛られた主婦ではなく、姉妹を見守り導く教師としての役割を持つ人物とし、母を中心とする家庭の重要性が描かれている。『若草物語』には19世紀アメリカ東部における女子の家庭教育の理想像があるとよく言われるが、当時の家庭小説としては、父不在の設定は異色である。19世紀当時の西洋は家父長制が最も強かった時代で、「良妻賢母」が女性の理想とされていたが母親に親権はなく、子どもは父親のものであり、家庭小説でも父が家庭に君臨していた。丸山美知代は、「この点（父の不在）が読者に好評を得た理由でもある」と評している。谷林眞理子は、作者は父を不在とすることで、父権的権威に密かに反抗していると述べている。

### リアリティのある描写
『若草物語』は、ユーモアの豊かさや独創性、リアリティのある表現で、「アメリカ児童文学の転換期を記す作品」であるといえる。オルコットは、自分自身の人生を下敷きに、健全でありながらも現実味があり、当時の読者が共感しやすい家庭像を描いたが、かなり先駆的な試みであった。ただし、少女向け小説におけるリアリティのある描写は、先行する『広い、広い世界』にも見られ、ほぼ同時期のアデライン・ダットン・トレイン・ホイットニーによるニューイングランドを舞台にした少女向けの物語群や、エリザベス・スチュアート・フェルプスの「トロッティ物語シリーズ」にも、詳細な家庭生活の描写やユーモアがあるため、当時の、女性向け小説のヒロインの型や表現の変化の潮流の中で生まれた作品であると言える。池本佐恵子は、「オルコットの『若草物語』は、同時代の家庭小説とは作品の持ち味や完成度は異なっていても、五〇年代からの伝統を汲んだリアリズムやユーモアのある家庭小説、という当時の一つの文学的潮流の中から生み出されているのである。ひとことで『若草物語』を形容するなら、この物語は、十九世紀に人気があったセンチメンタルな婦人向け家庭小説をより易しくし、これにさらに、ロマン主義的な児童文学の要素を加えて、より低年齢層に向けたもの、と言えるだろう」と評している。
父は不在で母は家事と慈善に忙しく、子供達は大人に監督されず、子供達だけで群れ合う楽しさが描かれてる。このような子供時代特有の、子供達だけの空間を生き生きと描いた作品は、本作以前には見られない
また当時は、悪人は悪人らしく、善人は善人らしく描かれるものだったが、オルコットは人間心理への鋭い洞察により、人間性の複雑さを認識しており、登場人物たちを、根は善良でありながらも、思わず悪いことをしてしまったり、欠点や葛藤を持つものとして、リアリティのある性格描写で魅力的に描いた。日常の中の悲劇的かつ喜劇的な状況、大事件ではないが、困難や窮地と、それに前向きに対処する（父不在の）一家の姿を描いた。年相応であり、詳細に描き分けられた姉妹は読者の共感を呼んだ。

### キャラクターの魅力

#### 「女性の規範」から逸脱したキャラクター
ジョーは「女の子だっていうのがいけないよ。遊びも仕事も態度も男の子のようにやりたいのに。男の子でなかったのが悔しくてたまらない」（第1章）と言うほど、自分のジェンダー役割に苛立っており、女所帯の一家の男役を果たす、個性的な少女である。師岡愛子は、「読者の受けとめ方は、その（リトル・ウィメンという）枠から抜け出そうとするジョーの生き方に共感を覚えている。」と述べており、読者は本作を、女性の理想像に近づくための教訓物語として読んでいるわけではないという。生き生きした人物描写が鮮やかで、『天路歴程』を下敷きにした教訓的な意図の印象はあまり残らないと評している

#### 「女性の規範」から逸脱した少女を愛する理想的な少年
理想的な少年に、あるがままの女の子が愛される展開も、読者の少女たちの心を掴んだ。ローリーは、お金持ちで芸術家肌のインテリで、運動ができて茶目っ気があり、ハンサムで話しやすく優しいという、少女漫画的な「理想の男の子」であり、彼が、特に美しくなく、しとやかでも謙虚でなく、快活で率直、行動的で言いたいことをポンポン言う、失敗してばかりの飾らない少女ジョーを熱愛するという展開、窮屈な女性の理想の型にはまっていないありのままの少女を、ありのまま愛する理想的な少年の存在は、少女たちの人気を集めたと思われ、第二部が出るまで、多くの読者の少女たちは、ジョーとローリーは結婚するのかと、熱心にオルコットに手紙で問い合わせた。

### ジェントリー層の伝統的価値観
当時のアメリカでは、福音主義運動の一環として、『アンクル・トムの小屋』の作者ハリエット・ビーチャー・ストウや『広い、広い世界』のスーザン・ウォーナーにより、子供に宗教や道徳を教える日曜学校派物語（Sunday School fiction）と呼ばれるフィクションが書かれ、広く普及していた。一般の出版社による児童文学も、日曜学校派物語より内容は豊かであるとはいえ、基本的な姿勢は変わらず、道徳や教訓が重要な要素であった。また、南北戦争中から後にかけて、アメリカの児童向け出版社はおおむね、ボストンまたはニューヨークのアメリカのジェントリー層による集団であり、伝統的なジェントリー的価値観も重んじられていた。産業革命以降、旧来のジェントリー層は没落しつつあり、アメリカ社会の価値観の多様化が進んでおり、ジェントリー層の出版人・児童向け作家たちは、アメリカ建国以来の社会秩序の根本になってきた、誠実、名誉、意思堅固、節制、慎み、正義といった、伝統的社会の基盤となるジェントリー層の伝統的価値観を次世代に教え、高潔な人格を育むことを大きな使命と考えていたのである。彼らの多くは牧師や人道主義的社会改革者で、オルコットもこの集団の一員であり、使命観を共有していた。
オルコットは多くの短編の教訓物語で、「勤勉と愛が希望をもたらす」というパターンを繰り返している。長編の『若草物語』では、このパターンが広く拡大されて変奏され、豊かで複雑な物語となっているが、物語が安定した教訓的な形式からはみ出ることはない。オルコットの家庭小説では、清貧が上品に賛美され、物質的貧しさの中でこそ心の豊かさが育まれ、物質的豊かさが幸せを妨げるという物質主義批判の価値観による設定があり、健全性と明るさのトーンが基調にある。
また、当時家庭婦人向けの「子育ての手引書」が大流行しており、作者の叔父にあたる医師のウィリアム・A・オルコットはこうした育児書の人気ある著者であり、オルコット家は育児書の著者である育児の専門家たちと交流があった。オルコットはこうした大人向けの育児書を念頭において子供向けの訓話物語を書いていたことが知られており、教師の経験もあったことから、「教師」としての姿勢をもって子供向けの本を書いた。自分の作品を、「若い人のための道徳のお粥」と揶揄している。
しかし、当時の大衆小説につきものだった重苦しいお説教に比べると、『若草物語』のそれは簡潔で、ストーリーに沿った自然なものであり、当時の読者にとっては押しつけがましくなく、楽しめるものだった。

### 革新的な思想・社会批判
当時は「ムチ（体罰）を惜しむと子供を駄目にする」と考えられていたにもかかわらず、マーチ夫人が体罰を受けたエイミーを退学させたり、女性が外で働くことの重要性が語られたり、ジョーは「小さな淑女」の鋳型にはまることを拒んで生き生きと作家業に励み（シリーズが進むにつれ、ジョーもある程度社会の規範に従うことになるが）、メグと夫の家事・育児の分担が描かれるなど、オルコットは因習から逸脱した革新的な思想への関心、社会批判を、物語の中にやんわりと、かつ明確に差し込み、また、新しい家族の在り方を提示し、女性が働くこと、家事育児の分担などにより、「真に理想的な家族の愛の絆がもたらされる」という信念を力強く示した。
当時の生活様式・社会道徳・社会構造に対する作者の視点の現代性が、現在の読者からも共感され、それぞれの特殊なエピソードが普遍的なものへと昇華され、現代の読者にも楽しめる作品となっている。

### 矛盾したメッセージと自己否定の道徳
横川寿美子は、「『若草物語』は一見相互に矛盾し合うメッセージがいくつも込められており、読者を困惑させる。たとえば、作家志望で男まさりの主人公として登場するジョーは、志半ばにして家庭に入るが、同時にまた別の生きがいを見出しもする。マーチ家の少女たちが最も敬愛するのは父マーチ氏だが、実際に一家の要となっているのは明らかにマーチ夫人である、など」と述べており、家庭や結婚、男女それぞれの役割などの伝統的な価値観を肯定しているのか否定しているのか、容易に判別しがたい作品である。作者は、父の言う「義務に従順な娘」としてふるまいながらも、母親の期待に応えて「自立した娘」を作品に反映させている。
ベスは、自己否定（欲望する自己の放棄・利他的な禁欲）の道徳を自然に体現しているが、早世してしまい、作家・芸術家としての成功の野心を持って才能を磨き、夢の実現に向け行動するジョーやエイミーの姿は、挫折し家庭に入るとはいえ、生き生きと魅力的である。池本佐恵子は、作者が深いところで本当に惹かれていたのは、少女時代のジョーや『リトル・メン』のダンのような荒々しく躍動感あふれるキャラクターを通して時折描かれた、「人間の神秘的なエネルギー」ではないだろうか、と述べている。
オルコットは超絶主義哲学者の父ブロンソンから、自己否定の道徳を指導されて育ち、その重要性を小説に書いた。それは、当時の女性に求められた規範と同様のものであった。オルコットは父の薫陶を受けて育ち、父の意に適う娘、父の友人であった超絶主義者のラルフ・ウォルド・エマーソンやヘンリー・デイヴィッド・ソローの教えを受けた、従順で道徳的な娘であり、そうあろうとし、そうした女性でありたかった。『若草物語』のジョーのように、反抗しながら、なかなか自己否定の道徳を内面化できない心の過程が面白い作品を生んだが、最後にはヒロインは従順であり、道徳の内面化を踏み越え、道徳の束縛を破って自己解放に向かうといった発想はなく、あくまで道徳の獲得への努力について書いた。
最終的には社会規範に従うとはいえ、ジョーの言動には、生き生きとしたリアリティがあり、物語は道徳的・教訓的な建前と作者の本音が交錯し、教訓性とリアリズム、古い価値観と新しい価値観がせめぎ合っており、このバランスの危うさの中に、作者が垣間見えるとも言える。建前とその裏が醸し出すジレンマや動揺、自己矛盾のダイナミズムが作品の面白さとなっており、サイトウ エツコは、オルコットは「自分の深層に潜んでいた揺らぎを、すべてそこ（家庭小説）に注ぎ込むことになった」「彼女の残した不思議な二重構造を持つ痛々しいまでにトランセンデンタル（超越主義的）なLittle Womanは、規範的レベルと深層心理的なレベルのメッセージの食い違いを内緒にしながら、『女の子の物語』として不朽の名作となり、世界中で読み継がれることになった」と述べている。
結婚し、家庭内で家庭としての学校を運営するというジョーの選択は、自立・自己実現への希求と結婚し家庭に献身する妻であること、新旧の生き方と価値観を折り合わせた結末であると指摘されている。池本佐恵子は、「姉妹とは異なって独立心が強く、自立を目指したジョーは、ベア先生との対等で民主的な結婚によって、家庭内で学校を開くという、大変に特殊な『家庭に居る』仕事を選ぶことができた。しかし、もしそうでなければ、ジョーはいったいどうなっているだろうか。」と述べており、斉藤美加は、「ジョーがベア先生と結婚し、大きな家庭としての学園を運営する展開で終わるのは、この自己実現と家庭への献身という一見相反する価値観を、オルコットなりに止揚した答えと考えられる」と述べている。
ジョーは作家になる夢を抱いているが、第二部でその夢をあきらめ、ローリーではなく、多くの人が魅力的とは思わないような、かなり年長の男性と結婚し、良妻賢母に変身する。その展開には「亀裂」が存在し、ジョーに自分を重ね合わせた読者の少女たちは、成長した彼女の生き方に期待を裏切られ、納得できない。林文代は、ジョーの人生の「亀裂」を隠すことなく、そのまま放置して読者に示すことで、違和感を覚えさせ、それにより、20世紀アメリカ文学の新しい女性像の先駆となったと述べている。

### 超絶主義的価値観と「家族の価値」
急速に資本主義が発展した金ぴか時代、都市化が進み家族の連帯が弱まる中で、貧乏故に強く結束した一家が、女性5人の連帯の力で、アメリカ人が理想とする「家族の価値（family value）」（真面目な父親、家庭的な母親、親孝行な子供たちが、互いに助け合って大切にし合い、幸福な家庭を営むという、一種の理想の家族像）を体現した。金儲けは俗事（超絶主義的理想）だが、お金がないと生きていけない（現実）という超絶主義の矛盾を、オルコット家は体現していたが、『若草物語』でも、町の中で超絶主義的に、清貧に暮らそうとする一家の根性が繰り返し試される。また、マーチ家は元々上層中流階級で、そこから没落したということもあり、実際の経済状況よりもかなり高いところに階級意識を置いており、現在の質素な暮らしは本来の暮らしではないと考え、自分たちを貴婦人、お嬢様であると考える自負心がある。そのため、それに合致しない現実は、姉妹に苦痛を与える。
作者は作中で繰り返し物質主義、お金を求めること、経済的安定や向上を結婚を否定し、高い精神性の大切さを説いており、それは特に結婚を扱う第二部で顕著である。その一方、豊かな暮らしや家具、美しい服、食べ物などの物質の魅力で作品は彩られている。ジョーは努力してお金を稼ぎ、そのお金で病身のベスを海岸に連れて行き、食料や敷物、服を買って幸福な思いに浸り、金銭の大切さが描かれる。本作は図らずしも、お金の大切さと豊かな生活へのあこがれが書かれており、お金が欲しい、お金があれば家族がもっと幸せになれるのに、いや、それよりも「家族の価値」こそが大切だという、貧乏に苦労したオルコットの、お金に対する態度の揺れが見られる。お金はあるが孤独な隣家のローリーの存在によって、マーチ家の「家族の価値」はより際立って感じられる。こうした伝統的な価値観と、豊かさや新しい生き方を求める心という矛盾は、オルコットだけでなく、時代の変化を背景に、多くの人が抱えていたものであった。池本佐恵子は、読者は本作に、古くから馴染んだ価値観・生き方を見て安心しつつ、水面下で躍動する反秩序的要素や、新しい生き方への模索を無意識に読み取り、本書に強く魅了されたのだろうと分析している。
物語の最後、ジョーがマーチおばに屋敷を贈られるといった幸運が重なり、結婚の経済的障碍が解消し、三姉妹は結婚し、ささやかなシンデレラとなる。藤森かよこは、物語の最後は姉妹が結婚し幸福感に満ち溢れているが、経済的な問題の解決は、マーチ家の人々の努力の成果というより、偶然の要素が大きいと述べている。

### 気高さと自己欺瞞
マーチ夫人は、お金持ちと出会うための社交（婚活）に必要なお金がないと嘆くメグを、不幸な妻になったり大騒ぎして婚活をするぐらいなら、オールド・ミスになる方がましだし、すばらしい女性は放っておかれず求婚されるのだから、今はこの家のために働けばよく、結婚できなければこの家で暮らせばいいのだと優しく諭すが、これはダブルバインド的なメッセージとなっている。藤森かよこが解読するところ、それは次のようなものである。「ずっと結婚しなくても構いません。（でも）あなたが価値ある女性ならば、結婚するに決まっている（のだから結婚しなさい）」「（ずっと未婚でいてもいいといったけど、やっぱり）将来の結婚生活のために今の暮らしの中で練習しておきなさい。適切な結婚相手が現れなかったら、今のままでいるしかない（が、そうなるということは、あなたが価値のない女性ということよ）。今のところは（金もなければ打つ手もないので）時間の流れるままにしておきなさい」。
姉妹は、マーチ氏の経済力のなさからくる「お金の問題」に翻弄され続け、それを「心の問題」として乗り越えようとする。藤森かよこはそれを「『聖職者』的欺瞞を慣習化し道徳としている」「わたしは階級なんていう社会的枠組みから超越した人間だわ」という幻想と表現し、この「気高さ」とも呼べる、苦難の支えであるマーチ姉妹の日向性の自己欺瞞力が、『若草物語』が読まれ続けてきた理由の一つであると述べている。

## 作品への影響
とりとめのないエピソードの連続のように見えるが、章のタイトルや姉妹の遊びは本書が、天の都市を目指すクリスチャンの旅を描くジョン・バニヤンの寓話物語『天路歴程』（原題：この世から来るべき世に向かう巡礼者の旅路―夢の中の物語）に依拠していることを示している。聖書や『天路歴程』が姉妹たちの導きの書であり、これに関する記述が多々見られる。一家の行うフィランソロピー（慈善活動）もそれらの影響を受けているものと考えられる。著者の父ブロンソンは『天路歴程』に決定的な影響を受け、生涯を通して繰り返し読み直して内面化し、生き方の指針にし、娘たちにも教え込んだ。
チャールズ・ディケンズ、トーマス・カーライル、ナサニエル・ホーソーン、ラルフ・ウォルド・エマーソン、セオドア・パーカー、ヘンリー・デイヴィッド・ソローからの文学的影響もみられる。また、山口ヨシ子は、お転婆なジョーのキャラクターは、同時代の女性向け大衆小説の人気作品E・D・E・N・サウスワース『見えざる手 (小説)』の破天荒なヒロイン、キャピトーラ・ブラックの影響が見られると指摘している。（ジョーが通俗小説を書くきっかけになる作家S・L・A・N・G・ノースベリ夫人は、E・D・E・N・サウスワースのもじりである。）
また、著名な教育者であったキャサリン・ビーチャーと『アンクル・トムの小屋』の作家ハリエット・ビーチャー・ストウによる家庭指南書『アメリカ女性の家庭』（1864年、改訂版1869年）の家庭像と、『若草物語』の家庭像は非常に類似しており、影響がうかがえる。佐藤宏子は、『若草物語』は『アメリカ女性の家庭』の実例版と言ってもよいものだと述べている。ビーチャー姉妹は、家庭や共同体において、女性が大きな影響力が持つと考え、教会よりも女性こそが、道徳的に人々を導くことができると説いていた。

## 読者の受容
『若草物語』第一部・第二部について、ジェイン・S・ギャビンは、「この作品は、これから適齢期に向かう少女たちが自己の欠点や悩みをいかに克服するかがそこに具体的に示されているという意味で、19世紀の若い読者にとっては社交場のたしなみの手引書だった」と述べている。ある時はアメリカの農村の娘が女性としての生き方に目覚めるきっかけになり、ある時はユダヤ系移民がアメリカ社会に同化していく道標としての役目を果たした。時代によって多少温度差はあるが、少女たちの愛読書として愛され続け、母から娘へと受け継がれてきた。
L・M・モンゴメリの『赤毛のアン』では、主人公のアンは染髪の失敗で髪を切る羽目になった時に、家族のために髪を切ったジョーと自分を比べて嘆く。また、ジーン・ウェブスターの『あしながおじさん』では、主人公のジュディは孤児院育ちであったことから、当時の少女の必読書だった『若草物語』を読んだことがなく、この作品を知らないと知られたら「変わり者のレッテルを貼られるに決まっている」と思い、こっそり読むというエピソードがある。
150年以上にわたって一般に読み続けられる本は珍しいが、現在も強い人気を誇り、21世紀のアメリカのリーダー的立場・クリエーターの女性たちが、必ずと言っていいほど幼少期の愛読書として挙げるといわる。
影響を受けた女性も多く、アメリカの作家ガートルード・スタインやアドリエンヌ・リッチはオルコットの熱烈なファンであり、シンシア・オジックは「『若草物語』を千回は読んだ。一万回かも知れない」と語っている。ヤングアダルト小説のイザベル・ホランドは、「どのような言葉でもその出どころが分かるほど、この本を繰り返し読んだ」と述べており、『ゲド戦記』シリーズで知られるアーシュラ・K・ル＝グウィンは「ジョー・マーチは若い頃の私に大きな影響を与えた。他の多くの少女たちにも影響を与えたのは確かだ。…ジョーは、わたしの姉妹のような存在なのである」と語っている。また、『第二の性』を書いたフランスの作家シモーヌ・ド・ボーヴォワールも、少女時代に本作を読んでおり、「わたしは知的な人、ジョーと熱烈に一体化した」と自伝で回想している。『ハリーポッター』シリーズのJ・K・ローリングは8歳のころ初めて読み、すっかりジョーに浸りきったという。日本では、少女小説家の吉屋信子が、オルコットにかなり影響を受けたようであり、「理想の女性はオルコット女史」と告白している。本作に着想を得て、現代韓国を舞台にしたドラマ「シスターズ」（原題は Little Womenの韓国語訳と同タイトル）の脚本を書いたチョン・ソギョンは、「小説『若草物語』は少女たちにとっては魂の本であり、貧困に対する話だ。私は、この姉妹たちを現代の韓国社会に連れてきてみたかった」と、本作への思い入れと作品への影響を語っている。
オルコットの伝記を書いたハリエット・レイセンは、「『若草物語』の魅力のひとつは、それぞれ興味や性格の違う姉妹、そして普通の少女の人間関係が描かれていることだ。ほとんどの少女は、社会的な人間関係の裏表に何より魅力があると思っている。オルコットは、近年までヤングアダルト文学では稀だった、少女の人間関係を真剣に扱った。」「現代では少なくなったが、社会は一般的に、少女の情熱を抑え、従順な妻になるための準備として言うことを聞かせようとする。オルコットは思春期の少女の情熱を大切にし、それを擁護した。オルコットの声はウィットに富み、人間的で、感情豊かで、他の作家にはない読者とのつながりを感じさせてくれる。」と述べている。。
2019年の「ストーリー・オブ・マイライフ/わたしの若草物語」の映画監督のグレタ・ガーウィグは、あらためて読み返した際に「そのまま現代の物語になっても全く違和感がない」ほど、とても現代的な物語であったことに驚いたと述べており、1作目（第1部）が有名だが、2作目（第2部）以降の、成人した姉妹が社会に出て自分らしく生きようと奮闘する姿、「姉妹・芸術家・母親・労働者という役割を持ち、さらに友人や妻として奮闘する姿が描かれていて、いま読むとその姿に強い魅力を感じた」と語っている。
男性でファンだと公言する人は珍しいが、アメリカ大統領のセオドア・ルーズベルトは「男らしくないと思われることを承知でいうが、私は『小さな紳士たち（リトル・メン）』、『若草物語』、『昔気質の少女』が大好きだし、少女小説も大好きだ」と語っている。

## 反応・評価
『若草物語』第一部は、悲惨な南北戦争の心の傷を癒すような、あたたかい理想の家族像が描かれていたこともあり、大成功を収め、読者も書評も好意的な反応だった。第二部も賞賛を集め、「作品内容は自然なもので、多くの児童書に蔓延する見せかけの感傷を免れている」などと評された。一方、「今回の物語展開は少し退屈というか、興味を惹くアクションに欠けている」というやや辛口の批評もあった。
『若草物語』第一部・第二部は、オルコットの作品の中で最も有名であり、アメリカ家庭小説の頂点であると評価されている。女性の生き方の追求も取り上げられ、リアリスティックでありながら、ユーモラスで温かみのある作風が特徴となっている。高潔で温かい家庭像を示し、現実のオルコット家を元に生まれた「アメリカで最良の家庭を具現する作品」として愛された。
出版以来、長期にわたって一般の人気を集め、現在では往時ほど読まれていないとはいえ、数種類の版が出版されている。日本でも翻訳・出版され続けているが、第一部のみの翻訳が多い。一流の作品としての地位を保ち、19世紀の小説、児童文学の分野においても高く評価されている。
1970年代のオルコットの再評価は女性の研究者が主導し、そうした流れの中で次のような批評が見られた。ジュディス・フェタレイは、「南北戦争は表のメッセージと裏のメッセージの間の葛藤の明らかな比喩」であり、本書は「オルコットの個人的内乱、女らしさと創造性が相克する二面性のあるもの」と考えた。アン・ダグラスは「自己表出であると同時に抑圧の小説」であると評している。ニーナ・ベイムは、オルコットが少女小説を書くことで、偉大な女性文学への道を閉ざしたと批判した。アウエルバッハは、『若草物語』を「自立した女性の共同体」と論じた。
また21世紀には、マリベス・シェイファーは、資本主義社会の進行による女性の地位の転落という問題を解決する、女性が自給自足する母系制の女性的ユートピアを読み取っている。
アメリカ文学者の平石貴樹は、本作の中に、「感傷小説」=「勧善懲悪」小説の最後のかたち、リアリズム小説に最も近接したかたちを見ることができると評し、文学史においてリアリズム小説への過程を示す重要な作品とみている。
マーチ姉妹をはじめとするオルコット作品の子供たちは、大人たちに強い道徳的指導を受け、己を恥じて改心するが、日本文学者の板坂耀子は、オルコット作品で美談として描かれる教育は、大人が子供を躾によって心底から屈服させ、服従させようとするものであり、上下関係の中での「精神的虐待による教育」であると評し、一昔前まで一般的だった「動物のように人間を調教する文学作品」の一つであるという見解を示している。現代の目から見ると、その教育方法は強制的で子供の心を尊重しておらず、「体罰やレイプにつながるような教育を描く文学」であるという懸念を示し、今日にこうした教育による子供の成長のシーンの感動や、「支配され服従する歓び」、快感と向き合うことの難しさと、向き合う必要性を指摘している。

### 批評の変遷
『若草物語』に対する批評は、時代によって変遷してきた。出版当時も好評で、当時の批評は、作品の読みどころをほぼ抑えたものであった。19世紀から20世紀の初めには、「若者への道徳的な影響」や「感じの良い軽い読み物」という点が評価されており、オルコットは「暖炉と家庭の温もり」を伝える「子供達の友」だと見なされていた。
1970年代には、フェミニズム運動の盛り上がりと、オルコットが偽名や匿名で書いていたセンセーショナルなゴシック小説・扇情小説が再発見されたことが重なり、『若草物語』の精緻な読みと、新しい観点の掘り起こしが行われ、再評価がされ始めた。こうして子供向けの本という軛から解放され、多様な批評がなされるようになっていった。
再発見された小説群から、オルコット作品の当時の社会の価値観に反抗する要素と、女性の新しい生き方と連帯が注目されるようになり、『若草物語』もまた、「性差の問題を問うフェミニスト小説」としての読み直しが進み、「フェミニスト作家オルコットによるアメリカ文学の古典」として捉えなおし、批評しようという動きが主流となった。フェミニスト文芸批評家には、オルコットの『仮面の陰で』などの偽名の扇情小説に刺激を受け、「小説の外観に隠されている荒れ狂う感情」に注目して、『若草物語』における「服従」と「破壊」という矛盾するテーマも扱われている。1970年代の評価には、オルコットは「匿名あるいは偽名でしか反抗心を表すことができない犠牲者である」と考え、「家庭の崇拝」という教訓的で保守的なテーマを扱う『若草物語』は、彼女のゴシック小説・扇情小説に比べて低く評価されていたという面もある。

## 日本での出版
| 発行年号 | 題名                                  | 翻訳者                       | 出版社                 | 備考                                                     |
| -------- | ------------------------------------- | ---------------------------- | ---------------------- | -------------------------------------------------------- |
| 1906     | 小婦人                                | 北田秋圃                     | 彩雲閣                 |                                                          |
| 1923     | 四少女                                | 内山賢次                     | 春秋社                 | 家庭文学名著選                                           |
| 1927     | リトル・ウィメン                      | 平田禿木                     | 英文世界名著全集刊行所 |                                                          |
| 1930     | 小婦人                                | 平田禿木                     | 改造社                 |                                                          |
| 1930     | 英文小説少女                          | 岡田美津                     | 研究社                 |                                                          |
| 1932     | リットル・ウィメン                    | 平田禿木                     | 外語研究社             | 英文訳註叢書32                                           |
| 1933     | 四少女                                | 内山賢次                     | 春秋社                 | 春秋文庫                                                 |
| 1933     | 小婦人                                | 平田禿木                     | 外語研究社             |                                                          |
| 1934     | 順しい少女達                          | 平田禿木                     | 外語研究社             |                                                          |
| 1934     | 四人姉妹                              | 中村佐喜子                   | 春陽堂                 |                                                          |
| 1934     | 若草物語                              | 矢田津世子                   | 少女畫報社             |                                                          |
| 1934     | 若草物語                              | 水谷まさる                   | 金蘭社                 | 少年少女世界名著文庫                                     |
| 1936     | リットル・ウィメン                    | 平田禿木                     | 外語研究社             |                                                          |
| 1939     | 四人姉妹                              | 松本恵子                     | 新潮社                 |                                                          |
| 1940     | 愛の姉妹                              | 清涼言                       | 杉並書店               |                                                          |
| 1940     | 若草物語                              | 清涼言                       | 図南書房               |                                                          |
| 1941     | 若草物語 愛の姉妹（リットルウィメン） | 清涼言                       | 杉並書店               |                                                          |
| 1941     | 少女                                  | 岡田美津                     | 研究社                 |                                                          |
| 1948     | 四人姉妹                              | 松本恵子                     | 大泉書店               |                                                          |
| 1948     | 若草物語                              | 水谷まさる                   | 京屋出版社             | 少年世界文学選5                                          |
| 1948     | 乙女の幸福                            | 窪田啓二                     | 宝雲舎                 |                                                          |
| 1948     | 四人姉妹                              | 安藤一郎                     | ヒマワリ社             |                                                          |
| 1949     | リトゥルウィメン（四人姉妹物語）      | 服部清美                     | 京都・教育出版         |                                                          |
| 1949     | 若草物語（名作少女小説）              | 矢田津世子                   | 金の星社               |                                                          |
| 1949     | 四人の少女                            | 壽岳しづ                     | 岩波書店               | 岩波文庫                                                 |
| 1949     | リトウル ウイメン                     | 清涼言                       | 霞が関書房             |                                                          |
| 1949     | 若草物語                              | 中村佐喜子                   | 名曲堂出版部           |                                                          |
| 1950     | 若草物語                              | 大久保康雄                   | 三笠書房               | 世界文学選書20                                           |
| 1950     | 若草物語                              | 赤坂一郎                     | 國際出版社             | アメリカ映画シナリオ・シリーズ18                         |
| 1950     | 若草物語（四少女第1部）               | 吉田勝江                     | 角川書店               | 角川文庫                                                 |
| 1950     | 若草物語（オルコットの人と作品）      | ダイジェスト・シリーズ刊行会 | ジープ社               |                                                          |
| 1950     | 若草ものがたり                        | 松本恵子                     | 主婦之友社             |                                                          |
| 1950     | 若草物語                              | 石坂洋二郎                   | 主婦の友社             |                                                          |
| 1950     | 四人の少女（わが家の巻）              | 松原至大                     | 大日本雄弁会講談社     |                                                          |
| 1951     | 若草物語                              | 富沢有為男                   | 偕成社                 | 世界名作文庫2                                            |
| 1951     | 若草物語                              | 松本恵子                     | 新潮社                 | 新潮文庫                                                 |
| 1951     | 若草物語                              | 荻田庄五郎                   | 開文社                 | 英米文学訳註叢書2                                        |
| 1951     | 若草物語                              | 大久保康雄                   | 三笠書房               | 世界映画化名作全集1                                      |
| 1951     | 若草物語                              | 宮脇紀雄                     | 黎明社                 |                                                          |
| 1952     | 若草物語                              | 松原至大                     | 大日本雄弁会講談社     | 世界名作全集32                                           |
| 1952     | 若草物語（四人の少女）                | カバヤ児童文化研究所         | 岡山・カバヤ販売       | カバヤ児童文庫1巻11号                                    |
| 1952     | 若草物語                              | 大久保康雄                   | 三笠書房               | 若草文庫                                                 |
| 1952     | Little Women                          | 三木春雄                     | 南雲堂                 |                                                          |
| 1953     | 若草物語                              | 三谷晴美                     | 小学館                 | 女学生の友                                               |
| 1953     | リトル・ウィーメン                    | 近藤いね子                   | 大学書林               | 大学書林語学文庫                                         |
| 1953     | 若草物語                              | 安藤一郎                     | 創元社                 | 世界少年少女文学全集8・アメリカ編2                       |
| 1953     | 少女（若草物語）                      | 三木春雄                     | 南雲堂                 | フィニックス・ライブラリー英和対訳15                     |
| 1953     | 若草物語                              | 村上一江                     | 日本書房               | 世界童話文庫73                                           |
| 1953     | Little Women                          | 木戸一男                     | 山口書店               |                                                          |
| 1954     | 若草物語                              | 志村明子                     | 日本書房               | 学級文庫三、四年生                                       |
| 1954     | 若草物語                              | 三木春雄                     | 南雲堂                 | 南雲堂不死鳥文庫                                         |
| 1955     | 若草物語                              | 大久保康雄                   | 河出書房               | 河出文庫                                                 |
| 1955     | 若草物語                              | 堀寿子                       | 講談社                 | 名作物語文庫7                                            |
| 1956     | 若草物語                              | 安藤一郎                     | 筑摩書房               | 世界の名作9                                              |
| 1957     | 若草物語                              | 村上一江                     | 日本書房               | 世界童話文庫27                                           |
| 1957     | 若草物語                              | 池山広                       | 集英社                 | 少年少女物語文庫1                                        |
| 1957     | 若草ものがたり                        | 山主敏子                     | 偕成社                 | 児童名作全集64                                           |
| 1957     | 若草物語                              | 宮脇紀雄                     | 黎明社                 | 世界名作全集                                             |
| 1957     | 若草物語                              | 西田実                       | 学生社                 | 直読直解アトム英文双書第12                               |
| 1957     | 若草物語                              | 竜口直太朗                   | 評論社                 | ニューメソッド英文対訳シリーズ                           |
| 1958     | 四人の姉妹                            | 遠藤寿子                     | 岩波書店               | 岩波少年文庫                                             |
| 1958     | 若草物語                              | 沢田光子                     | 日本書房               | 小学文庫三、四年                                         |
| 1958     | 若草物語                              | 田島準子                     | 東光出版社             | 新選世界名作選集                                         |
| 1958     | 若草物語                              | 大久保康雄                   | 平凡社                 | 世界名作全集15                                           |
| 1958     | おとなりの男の子（若草物語）          | 石井桃子                     | あかね書房             |                                                          |
| 1958     | 若草物語                              | 松本恵子                     | ダヴィッド社           |                                                          |
| 1959     | 若草物語                              | 伊藤佐喜雄                   | 偕成社                 | 世界少女名作全集14                                       |
| 1959     | 若草物語                              | 吉田勝江                     | 講談社                 | 少年少女世界文学全集12（アメリカ編2）                    |
| 1960     | 若草物語                              | 村岡花子                     | 小学館                 | 少年少女世界名作文学全集7                                |
| 1960     | 若草物語                              | 安藤一郎                     | 東京創元社             | 世界少年少女文学全集10                                   |
| 1960     | 若草物語                              | 沢田光子                     | 日本書房               | 学年別児童名作文庫三、四年                               |
| 1960     | 若草物語                              | 吉田正俊                     | 大修館                 | ドルフィン・ブックス25                                   |
| 1961     | 若草物語                              | 川端康成                     | 偕成社                 | 少女世界文学全集12                                       |
| 1961     | 若草物語                              | 加藤清美                     | 日本書房               | 学年別世界児童文学全集三、四年                           |
| 1961     | 若草物語                              | 白木茂                       | 岩崎書店               | オルコット少女名作全集1                                  |
| 1961     | 若草物語                              | 宮脇紀雄                     | 黎明社                 | 世界名作全集                                             |
| 1962     | 若草物語                              | 伊藤整                       | 講談社                 | 少年少女世界名作全集9                                    |
| 1963     | 若草物語                              | 村岡花子                     | 講談社                 | 少年少女新世界文学全集9（アメリカ古典編2）               |
| 1963     | Little Women                          | 鈴木忠夫                     | 開拓社                 | The Kennett Library 7                                    |
| 1963     | Little Women 若草物語                 | J.Page                       | 大阪教育図書           | Oxford Series12                                          |
| 1964     | 若草ものがたり                        | 岡上鈴江                     | ポプラ社               | 世界名作童話全集28                                       |
| 1964     | 若草物語                              | 富沢有為男                   | 偕成社                 | 少年少女世界の名作9                                      |
| 1964     | 若草物語                              | 加藤清美                     | 日本書房               | 学級文庫の三、四年文庫                                   |
| 1965     | 若草物語                              | 新川和江                     | 小学館                 | 少年少女世界の名作文学11・アメリカ編2                    |
| 1965     | 若草物語                              | 立原えりか                   | 講談社                 | 世界の名作29                                             |
| 1965     | 若草物語                              | 大久保康雄                   | 三笠書房               |                                                          |
| 1966     | 若草物語                              | 酒井朝彦                     | 講談社                 | 世界名作全集14                                           |
| 1966     | 若草物語                              | 恩地三保子                   | 旺文社                 | 旺文社文庫                                               |
| 1966     | 若草物語                              | 松本恵子                     | ポプラ社               | アイドル・ブックス41                                     |
| 1966     | 若草物語                              | 安藤一郎                     | 河出書房               | 少年少女世界の文学12                                     |
| 1966     | 若草物語                              | 立原えりか                   | 集英社                 | 母と子の名作文学1                                        |
| 1967     | 若草物語                              | 北島洋子                     | りぼん1月号付録        | りぼんカラーシリーズ                                     |
| 1967     | 若草物語                              | 安藤一郎                     | 偕成社                 | 少年少女世界名作選10                                     |
| 1967     | 若草物語                              | 中山知子                     | 講談社                 | 世界の名作図書館16                                       |
| 1967     | 若草物語                              | 大久保康雄                   | 三笠書房               | 若い人たちのための世界名作への招待                       |
| 1967     | 若草物語                              | 村岡花子                     | 小学館                 | 小学館名作文庫2                                          |
| 1967     | 註解少女たち                          | 前島清子                     | 清水書院               | 英米名作選集33                                           |
| 1968     | 若草物語                              | 池山広                       | 集英社                 | 少年少女世界の名作6                                      |
| 1968     | 若草物語                              | 野上彰                       | ポプラ社               | 世界の名著13                                             |
| 1968     | 若草物語（四少女第1部）               | 吉田勝江                     | 角川書店               | 角川文庫                                                 |
| 1968     | 若草物語                              | 山中治郎・山内信一           | 泰文堂                 | 英語多読・速読名作シリーズ13                             |
| 1969     | 若草物語                              | 新川和江                     | 小学館                 | 少年少女世界の文学・カラー名作7 アメリカ1                |
| 1969     | 新訳若草物語                          | 山主敏子                     | 文研出版               | 文研児童図書館                                           |
| 1969     | 若草物語                              | 沢田光子                     | 日本書房               |                                                          |
| 1970     | 若草物語                              | W.L.ムーア・高木誠一郎       | 泰文堂                 | 英語速読直解シリーズ                                     |
| 1972     | 若草物語                              | 堀寿子                       | 日本ブック・クラブ     | こども名作全集2                                          |
| 1972     | 若草物語                              | 新川和江                     | 小学館                 | 少年少女世界の名作13・アメリカ編3                        |
| 1972     | 若草物語                              | 中山知子                     | 講談社                 | 少年少女講談社文庫                                       |
| 1972     | 若草物語                              | 白木茂                       | 岩崎書店               | 世界少女名作全集2                                        |
| 1972     | 若草物語                              | 伊藤佐喜雄                   | 偕成社                 | 少女名作シリーズ15                                       |
| 1972     | 若草物語                              | 山主敏子                     | 偕成社                 | 児童名作シリーズ13                                       |
| 1973     | 若草物語                              | 鶴見正夫                     | 偕成社                 | 世界の幼年文学カラー版28                                 |
| 1973     | わか草物語                            | 船木枳郎                     | 日本書房               | 幼年世界名作文庫                                         |
| 1973     | 若草物語                              | 堀寿子                       | 鶴書房                 | 世界の名作                                               |
| 1974     | 若草物語                              | 内田庶                       | 集英社                 | ジュニア版世界の文学1                                    |
| 1974     | 若草物語                              | 掛川恭子                     | 学習研究社             | 学研世界名作シリーズ10                                   |
| 1975     | 若草物語                              | 槙本ナナ子                   | 集英社                 | マーガレット文庫・世界の名作                             |
| 1975     | わかくさものがたり                    | 桂真佐喜                     | 朝日ソノラマ           | 世界名作ものがたり17                                     |
| 1975     | 若草物語・足ながおじさん              | 小泉龍雄                     | 語学春秋社             | ノベル・シアター・シリーズ14                             |
| 1975     | 若草物語ほか 愛情の豊かな子にする名作 | 山主敏子                     | 山田書院               | 少年少女世界名作ライブラリー20                           |
| 1976     | 若草物語                              | 北島洋子                     | ユニコン出版           | 世界名作コミック                                         |
| 1977     | 若草物語                              | 山主敏子                     | 春陽堂書店             | 春陽堂少年少女文庫・世界の名作・日本の名作               |
| 1977     | 若草物語                              | 藤沢美枝子                   | 小学館                 | 国際版少年少女世界文学全集5                              |
| 1977     | 若草物語                              | 加藤清美                     | 日本書房               | 小学文庫三、四年                                         |
| 1977     | 対訳若草物語                          | 三木春雄                     | 南雲堂                 | 南雲堂・学生文庫46                                       |
| 1977     | 若草物語                              | 加藤清美                     | 日本教文社             | 小学文庫                                                 |
| 1978     | 若草物語                              | 立原えりか                   | 学習研究社             | ジュニアチャンピオンノベルス 世界名作愛の少女名作ベスト7 |
| 1978     | 若草物語                              | 谷口由美子                   | 集英社                 | 子どものための世界名作文学1                              |
| 1978     | 若草物語                              | 堀寿子                       | 鶴書房                 | 少年少女世界名作全集37                                   |
| 1979     | 若草物語                              | 岡上鈴江                     | ぎょうせい             | こども世界の名作6                                        |
| 1979     | 若草物語                              | 宮脇紀雄                     | ポプラ社               | ポプラ社文庫                                             |
| 1980     | Little Women「若草物語」              | 谷本誠剛                     | 北星堂                 |                                                          |
| 1982     | 若草物語                              | 鈴木佐知子                   | 集英社                 | 少年少女世界の名作2                                      |
| 1982     | 若草物語                              | 岡上鈴江                     | 小学館                 | フラワーブックス                                         |
| 1982     | 若草物語                              | 中山知子                     | 講談社                 | 国際児童版世界の名作2                                    |
| 1983     | 若草物語                              | 瀬川しのぶ                   | ぎょうせい             | 少年少女世界名作全集12                                   |
| 1985     | 若草物語                              | 矢川澄子                     | 福音館書店             | 福音館古典童話シリーズ                                   |
| 1985     | 若草物語                              | 中山知子                     | 講談社                 | 講談社青い鳥文庫                                         |
| 1986     | 若草物語                              | 鶴見正夫                     | 偕成社                 | カラー版・世界の幼年文学                                 |
| 1986     | 若草物語                              | 吉田勝江                     | 角川書店               | 角川文庫                                                 |
| 1986     | 愛の若草物語                          | 桂真佐喜                     | 朝日ソノラマ           | 世界名作ものがたり                                       |
| 1987     | 若草物語                              |                              | ポプラ社               | テレビ名作アニメ劇場                                     |
| 1987     | 若草物語                              | 中山知子                     | 講談社                 | 少年少女世界文学館9                                      |
| 1987     | 若草物語                              | 中山知子                     | 講談社                 | 講談社文庫                                               |
| 1987     | 若草物語                              | 安藤一郎                     | 偕成社                 | 偕成社文庫                                               |
| 1987     | 愛の若草物語                          | おおくぼ由美                 | 学習研究社             | 学研・ひとりよみ名作                                     |
| 1987     | 愛の若草物語                          | おおくぼ由美                 | 角川書店               | 角川版世界名作アニメ全集                                 |
| 1987     | 愛の若草物語                          |                              | 小学館                 | 小学館のテレビ名作                                       |
| 1987     | わかくさものがたり                    | 三越佐千夫                   | 金の星社               | せかいの名作ぶんこ                                       |
| 1987     | 愛の若草物語                          | おおくぼ由美                 | 学習研究社             | 学研・絵ものがたり                                       |
| 1987     | 若草物語                              | 山主敏子                     | 金の星社               |                                                          |
| 1987     | 愛の若草物語                          | 宮崎晃                       | 小学館                 | 小学館コンパクト TV・アニメブックス                      |
| 1987     | 若草物語                              | 蕗沢忠枝                     | ポプラ社               | こども世界名作童話2                                      |
| 1987     | 若草物語                              | 山主敏子                     | 金の星社               | フォア文庫                                               |
| 1989     | 若草物語                              | 山主敏子                     | 春陽堂書店             | 春陽堂くれよん文庫                                       |
| 1989     | 若草物語                              | 伊藤佐喜雄                   | 偕成社                 | 新編少女世界名作選1                                      |
| 1990     | 若草物語                              | 植松佐知子                   | 集英社                 | 少年少女世界名作の森4                                    |
| 1991     | 若草物語                              | 白木茂                       | 岩崎書店               | 世界の少女名作6                                          |
| 1993     | 若草物語                              | 掛川恭子                     | 講談社                 | 講談社文庫                                               |
| 1994     | 若草物語                              | 谷口由美子                   | 集英社                 | 子どものための世界文学の森1                              |
| 1994     | 若草物語                              | 安藤一郎                     | 河出書房新社           | 世界文学の玉手箱16                                       |
| 1995     | 若草物語                              | 瀬川しのぶ                   | ぎょうせい             | 新装少年少女世界名作全集12                               |
| 1995     | 若草物語（映画ストーリーブック）      | 橘高弓枝                     | 偕成社                 |                                                          |
| 1997     | 続・若草物語                          | 谷口由美子                   | 講談社                 | 講談社青い鳥文庫                                         |
| 1999     | 若草物語                              | 松本正司                     | 同文書院               | 20世紀テレビ読本『世界名作劇場大全』                     |
| 2000     | 若草物語                              | 小泉龍雄（訳注）             | 語学春秋社             | イングリッシュトレジャリー・シリーズ1                    |
| 2000     | 若草物語                              | 片岡しのぶ                   | あすなろ書房           | 名作再発見シリーズ                                       |
| 2001     | 愛の若草物語                          | しまだみちる                 | ぎょうせい             | 絵本アニメ世界名作劇場                                   |
| 2004     | 若草物語                              | 矢川澄子                     | 福音館書店             | 福音館文庫                                               |
| 2004     | 愛の若草物語                          | 鏡京介                       | 竹書房                 | 竹書房文庫・世界名作劇場12                               |
| 2006     | 若草物語                              | 小林みき                     | ポプラ社               | ポプラポケット文庫415-1                                  |
| 2006     | 若草物語                              | ペラペラ英会話編集室         | コスミック出版         | 名作映画でペラペラ英会話6                                |
| 2009     | 若草物語                              | 中山知子                     | 講談社                 | 講談社青い鳥文庫                                         |
| 2009     | 若草物語2 夢のお城                    | 谷口由美子                   | 講談社                 | 講談社青い鳥文庫                                         |
| 2010     | 若草物語                              | 中山知子                     | 講談社                 | 21世紀版少年少女世界文学館9                              |
| 2012     | 若草物語                              | 松井里弥                     | ヴィレッジブックス     |                                                          |
| 2012     | 若草物語：四姉妹とすてきな贈り物      | 植松佐知子                   | 集英社                 | 集英社みらい文庫                                         |
| 2013     | 若草物語                              | 海都洋子                     | 岩波書店               | 岩波少年文庫                                             |
| 2014     | 若草物語                              | 小松原宏子                   | 学研教育出版           | 10歳までに読みたい世界名作5                              |
| 2015     | 新訳 若草物語                         | ないとうふみこ               | KADOKAWA               | 角川つばさ文庫                                           |
| 2016     | 若草物語                              | 薫くみこ                     | ポプラ社               | ポプラ世界名作童話13                                     |
| 2017     | 若草物語                              | 中川千英子                   | 新星出版社             | トキメキ夢文庫                                           |
| 2017     | 若草物語                              | 麻生九美                     | 光文社                 | 光文社古典新訳文庫                                       |
| 2018     | 若草物語                              | 越水利江子                   | KADOKAWA               | 100年後も読まれる名作 9                                  |
| 2018     | 若草物語1 仲よし四姉妹                | 谷口由美子                   | 講談社                 | 講談社青い鳥文庫                                         |
| 2019     | 若草物語1＆2                          | 谷口由美子                   | 講談社                 |                                                          |
| 2024     | 若草物語                              | 小山太一                     | 新潮社                 | 新潮文庫                                                 |

本作は1906年（明治39年）に、北田秋圃が『小婦人』（しょうふじん）のタイトルで初めて翻訳した。読売新聞の記事によると、北田秋圃は3人の女性の共同ペンネームであり、その内の一人は、少年時代の皇太子明仁親王（当時）の家庭教師エリザベス・ヴァイニングの通訳兼秘書を務め、国際基督教大学図書館長であった松村たね（1917-2018）の母の高橋なほ子である。
本書は、内容が当時の良妻賢母教育が目指すところと重なっていたことから、家庭教育の指南書として紹介されたようである。日本では1900年代に女子教育が重要視されたことから、女学生（または思春期の少女）という新しい読者層が生まれ、本作は読者の少女たちに、それまでの日本の家長に絶対服従する厳しい家族像とは異なる、新しい理想の家族像として、温かく朗らかな家庭団欒の風景を教えた。
大正時代には、少女に自立心を教える少女教育のための小説とみなされ、少女雑誌に頻繁に紹介され、少女向けの名作集には必ず収録され、多くの翻訳が出版された。
戦後には中原淳一の少女雑誌「ひまわり」創刊号に掲載された。「貧しくとも心は豊かに」というマーチ姉妹の姿勢は、誰もが貧しかった戦後の少女たちの心情によく合い、読者を元気づけた。1949年のエリザベス・テイラーらハリウッド女優が演じた映画『若草物語』をきっかけに、日本の少女たちの間でポップ・カルチャーとして不動の人気を誇るようになり、四姉妹は少女文化のポップ・アイコンとなり、少女文化の重要な一部となった。1980年代後半には、世界名作劇場でアニメ「愛の若草物語」が放送され、広く親しまれた。

### 『若草物語』という邦題
このタイトルは、キャサリン・ヘップバーン主演の1933年の映画と、ほぼ同時に出版された矢田津世子による抄訳『若草物語』（少女畫報社）で使われた。映画のタイトルには、字幕監修にあたった少女小説家の吉屋信子が関わっていると言われ、矢田の翻訳本と映画はタイアップしていたようで、抱き合わせて広告を行った。原題にも作品内容にも「若草」に関係する要素はなく、作品のイメージとして出てきたと思われる。小松原宏子は、このタイトルは、吉屋信子が、自身の代表作『花物語』の愛読者たちにも受けがよく、少女たちの成長物語という内容に合うものとして、また、日本の『花物語』に並ぶアメリカの作品として付けたのではないかと推測している。同性愛者でもあった吉屋信子は若い美貌の作家の矢田津世子を非常にかわいがっており、「自らの代表作『花物語』と対になるタイトルを矢田の抄訳に与えた、または快く許可したことで、矢田への愛情を表そうとしたのかもしれない。」と述べている。
邦題の中で、『若草物語』が原題の Little Women というタイトルから最も遠く、作者がタイトルに込めた思いが全く伝わらないと嘆く声も少なくない。

## 続編

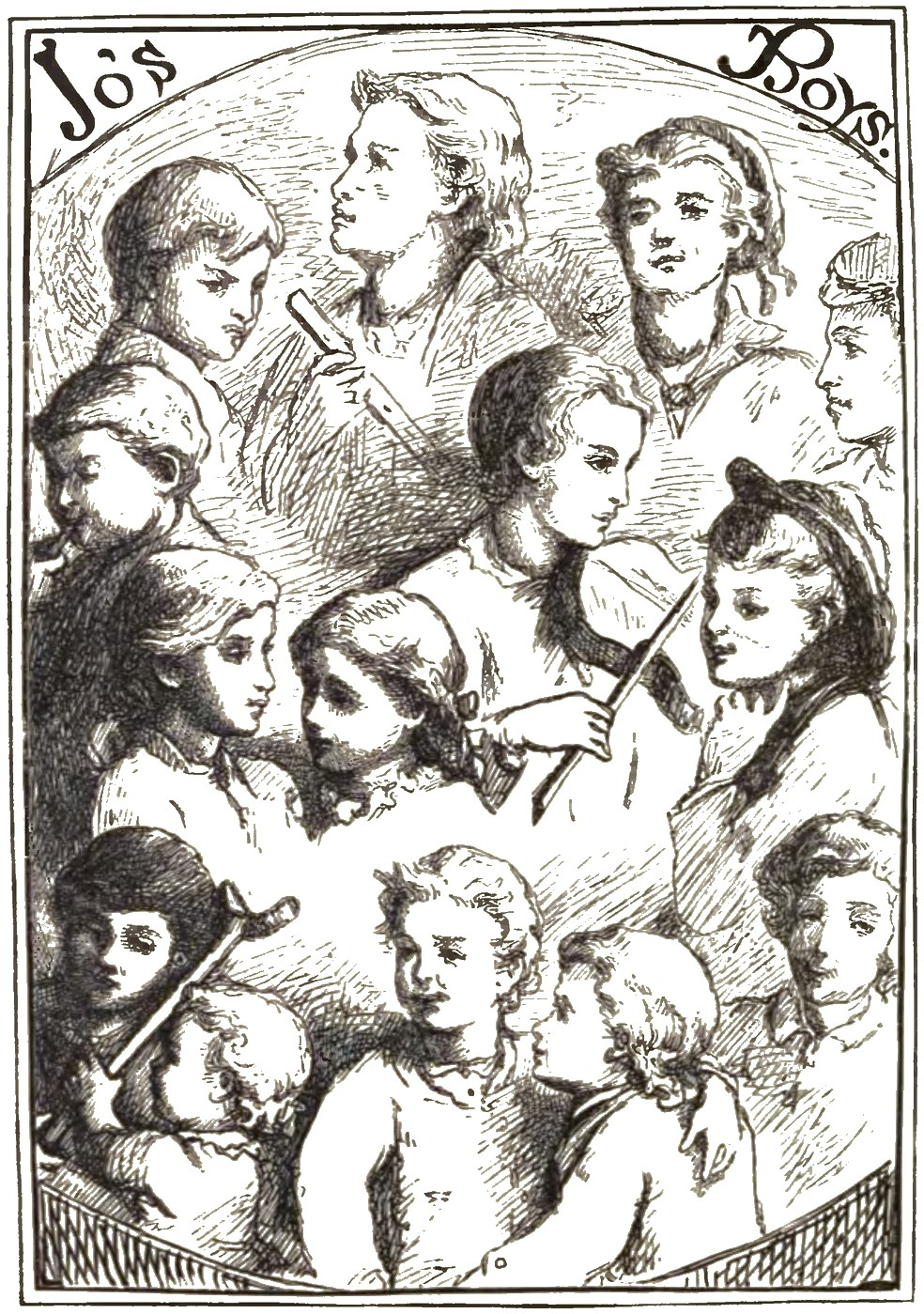
「リトル・メン」扉絵

ジョー以外の姉妹が物語の中心から退く続編『リトル・メン』(Little Men、1871年）では、『若草物語』の第二部の結末でジョーが夫のベア先生と設立したプラムフィールドのベア学園での生活について詳しく物語る。最後に、『ジョーの子供たち』(Jo's Boys、1886年）で成長した生徒たちについて語り、若草物語シリーズ（マーチ一家のサーガ）を完成させた。アメリカでは『リトル・メン』が第二部、『ジョーの子供たち』が第三部となっているが、日本では Little Women の第一部と第二部が別々に出版されており、『リトル・メン』が第三部、『ジョーの少年たち』が第四部と扱われている。
『リトル・メン』でのベア学園のモデルは、著者の父親で超絶主義者・教育者のエイモス・ブロンソン・オルコットが開いた学校で、著者も一時通ったテンプルスクールである。彼女は父の思想、特に教育についての考えに賛同しており、それを作品の中に表した。個性ある子供たちの活き活きとした生活や自己の欠点との闘い、また特に当時としては珍しいといえる障害児と健常児の統合教育も描かれる。ただし、現代の人間の視点からは差別的と取れる箇所もみうけられる。ダンの人種をネイティブ・アメリカンであると考えると、白人と非白人が共に学んでおり、ネイティブ・アメリカンの白人への文化的同化教育が描かれていると言える。

### 『リトル・メン』（Little Men）
Little Men: Life at Plumfield with Jo's Boys, 1871年（原題：リトル・メン ― ジョーの少年たちとのプラムフィールドの生活。邦題：小さき人々、愛の学園、第三若草物語、他）
ジョーがマーチおばから遺贈されたプラムフィールドでベア先生と開いた「ベア学園」が舞台で、学園の生徒たちの生活に重点を置いた内容になっている。よって、前作に較べるとマーチ家については描かれず、エイミーや姉妹の父母に関しては台詞がほとんどない。
この作品においては主人公は、タイトル英: Little Men（小さな紳士）からも分かるように、ナットやダンを中心としたプラムフィールドの少年少女たちが主人公である。

### 『ジョーの少年たち』（Jo's Boys）
Jo's Boys and How They Turned Out: A Sequel to "Little Men", 1886年（原題：ジョーの少年たち ― どのように成長したのか―「リトル・メン」 の続編。邦題：ふるさとの歌、第四若草物語 他）
「ベア学園」が老ローレンス氏の遺贈によって大学へと変わっており、この時点でジョー達姉妹の支えであった母は亡くなっている。『リトル・メン』において成長過程にあった子供たちはほぼ成人しており、それぞれの進路を歩む。
この作品ではジョーはもちろんエイミー、ローリー、メグたちも重要な役を演じ、台詞も多い。子供たちとしてはジョーの二男であるやんちゃなテッド（テディ）と、メグの二女である活発なジョーズィ、エイミーの娘のベスがその中心となる。当時のアメリカで問題となっていた婦人参政権の問題などが作中で語られるのも特徴となっている。

### 登場人物
ジョー
結婚後、ロブとテッドの2人の男子をもうけ母となる。夫と共に、マーチおばから遺贈されたプラムフィールドで学園を開く。『ジョーの少年たち』では、第一部からの悲願であった大小説家になるという野望を叶え、その代りに自由を失い、その細かい描写もややコミカルに描かれる。
フリッツ・ベア（ベア先生）
妻のジョーと共にプラムフィールドを経営し、そこで教師となる。作者の父親のブロンソンが投影されているが、実際の父親に欠けていたすべての資質を有する人物になっており、優しく、くつろげる雰囲気があり、妻への愛情を表現できる包容力があり、家事にも子育てにも協力的な人物と描写されている。
セオドア・ローレンス（ローリー）
非常に裕福なローレンス家の当主。ジョーたちのよき隣人であり、協力者である。『リトル・メン』の主人公であるナットは彼の勧めで、ジョーが経営する学園へやってきた。
ナット
プラムフィールドにやってきた12歳の少年。実質的に『リトル・メン』の主人公である。貧乏な父と共に、ヴァイオリン弾きとして各地を転々としていたが、父が死に、行き場を失っていたところをローリーに拾われ、学園にやってきた。将来はヴァイオリニストになるのが夢。性格は気弱で誰にでも優しいが、まれに恐怖から嘘をつく悪い癖がある。学園時代からデーズィと仲が良く、成人した第4作では恋人同士となるも、ヴァイオリンの修業のため、ヨーロッパへ旅立ち離れ離れになる。しかし、帰国後にその恋は成就したようである。
ダン
ナットが放浪をしていた際に出会った無法者の少年。作中ではっきり断言されないが、動物的衝動を持ち、狩猟を好み、孤独を好む少年であり、価値観や言動がネイティブ・アメリカンらしく描写されている（彼の人種は、ネイティブ・アメリカンであるという見解、白人であるという見解がある）。感情を表に出さず、聖書を読まず、野性的な風貌を持つ。ナット同様行き場がなく、ナットの紹介でプラムフィールドにやってきた。当初は問題ばかり起こし、一度はページ氏のもとへ預けられるが、その後すぐに脱走し、その後は再び学園に帰ってくる。学園に帰ってきた後は、迷惑をかけても愛情を注いでくれるベア夫妻、特にジョーに対する感謝の気持ちが、当初の彼の荒々しさを徐々に和らがせてゆく。ページ氏に預けられていた際にある老人と出会い、そこで博物学に興味を持ち始め、それを聞いたローリーから、それらに関する本や子供たちが集めたものを展示するプラムフィールドの博物館を寄贈される。成人した第4作以降は、各地を転々とする旅人となる。

### 派生作品
- 世界名作劇場『若草物語 ナンとジョー先生』
1993年1月17日-1993年12月19日、フジテレビ系放映、日本アニメーション制作。

## 派生作品

### 映画
- 1917年 - 若草物語 (1917年の映画)（英語版）。アレクサンダー・バトラー監督。イギリスのモノクロ映画。
- 1918年 - 若草物語 (1918年の映画)（英語版）。ハーリー・ノールズ（Harley Knoles）監督。アメリカのモノクロ映画。
- 1933年、『若草物語』 - ジョージ・キューカー監督。キャサリン・ヘプバーン出演
- 1949年、『若草物語』 - マーヴィン・ルロイ監督。
メグ：ジャネット・リー、ジョー：ジューン・アリソン、ベス：マーガレット・オブライエン、エイミー：エリザベス・テイラー、ローリー：ピーター・ローフォード、ベーア教授：ロッサノ・ブラッツィ、マミー：メアリー・アスター出演。
- 1978年、『若草物語』 - デヴィッド・ローウェル・リッチ監督。アメリカのテレビ映画。[114]
- 1994年、『若草物語』 - ジリアン・アームストロング監督。
ウィノナ・ライダー、スーザン・サランドン出演。
- 2018年、『若草物語』 - クレア・ニーダープルーム監督。
サラ・ダヴェンポート（ジョー）、アリー・ジェニングス（ベス）、メラニー・ストーン（メグ）、テイラー・マーフィ（エイミー）らが出演。
- 2019年[115]、『ストーリー・オブ・マイライフ/わたしの若草物語』 - グレタ・ガーウィグ監督。
シアーシャ・ローナン（ジョー）、エマ・ワトソン（メグ）、フローレンス・ピュー（エイミー）、メリル・ストリープ（マーチおば）、ティモシー・シャラメ（ローリー）ら出演。

### テレビドラマ
- 1946年、『Little Women』 - アメリカのテレビ映画。[116]
- 1950年、『若草物語 (1950年のテレビドラマ)（英語版）』 - イギリスのテレビシリーズ。
- 1958年、『若草物語 (1958年のテレビドラマ)（英語版）』 - イギリスのテレビシリーズ。
- 1968年、『若草物語』 -  日本のテレビシリーズ。
- 1970年、『若草物語 (1970年のテレビドラマ)（英語版）』 - パディ・ラッセル監督。イギリスのテレビシリーズ[117]
- 1973年、『若草物語』 - 日本のテレビシリーズ。
- 1978年、『若草物語 (1978年のテレビドラマ)（英語版）』 - アメリカのテレビシリーズ。
- 2017年、『若草物語 (2017年のテレビドラマ)（英語版）』 - BBCによるイギリスのテレビシリーズ[118]
- 2022年、『シスターズ』 - 韓国のテレビシリーズ。インターネットではNetflixで配信された。
- 2024年、『若草物語-恋する姉妹と恋せぬ私-』 - 日本のテレビシリーズ。

### アニメ
- まんが世界昔ばなし『若草物語』:1977年10月6日放映、TBS系放映、ダックスインターナショナル制作
- 『若草物語』:1980年5月3日放映、フジテレビ系放映、東映動画制作。メグ：増山江威子、ジョー：杉山佳寿子、ベス：麻上洋子、エミー：小山茉美、母：池田昌子、ナレーター：吉永小百合
- 『若草の四姉妹』:1981年4月7日-1981年9月29日、東京12チャンネル放映、国際映画社・東映動画制作
- 世界名作劇場『愛の若草物語』:1987年1月11日-1987年12月27日、フジテレビ系放映、日本アニメーション制作

### 小説
- 吉屋信子『三つの花』大日本雄弁会講談社、1927年。:「少女倶楽部」に1926-1927年に連載
- 清水義範『パウダー・スノー』集英社、2003年。:短編集「首輪物語」(2005)に収録
- Geraldine Brooks 著 March, 2005年
  - ジェラルディン・ブルックス 著、高山真由美 訳『マーチ家の父 もうひとつの若草物語』武田ランダムハウスジャパン、2010年。ISBN 978-4270005828。: 2006年度ピューリッツァー賞 フィクション部門受賞
- 彩戸ゆめ『転生若草物語』角川春樹事務所〈ハルキ文庫〉、2022年。ISBN 978-4758444989。

### 漫画
（アニメのコミカライズは割愛）
- 立津梯十『童話漫画 若草物語』太閤堂書店。（出版年不明。昭和20年代後期から30年代前半?）[119][リンク切れ]
- 南義郎『若草物語』集英社〈おもしろ漫画文庫〉、1953年。[120][121]
- 小林健一『若草物語』集英社〈集英社少女漫画文庫〉、1959年。[122]
- 北島洋子『若草物語 : りぼんお正月特大号ふろく』集英社〈りぼんカラーシリーズ〉、1967年。
- 北島洋子『若草物語』ユニコン出版〈世界名作コミック〉、1976年。
- 三鈴緑一『若草物語』集英社〈モンキー文庫 名作漫画シリーズ〉、1977年。
- ときまつさなえ『若草物語』サンマーク出版〈コミック版世界名作全集〉、1983年。
- 倉沢むつき『若草物語』旺文社〈旺文社名作まんがシリーズ〉、1985年。
- 高河ゆん『若草物語』学習研究社〈ハイコミック名作〉、1985年。ISBN 978-4-051-01519-0。
  - 学習研究社・Gakken Mook（1989年）ISBN 978-4-051-03393-4
  - 学習研究社・ピチコミックスPocke（1997年）
- 北島洋子『若草物語』ユニコン出版発行、発行年不明[123][124]。小学館発行〈てんとう虫コミックス 世界名作まんが〉、1988年、ISBN 978-4091413529[125]。
- nev『若草物語』学研プラス〈マンガジュニア名作シリーズ〉、2011年。
  - nev『若草物語 = Little Women』学研プラス〈新訳マンガ〉、2019年。
- 高瀬直子『若草物語』小学館〈小学館学習まんが 世界名作館〉、2012年。

### 絵本
（テレビアニメ絵本は割愛）
- 玉井徳太郎 絵、徳永寿美子 文『若草物語』講談社〈講談社の絵本〉、1963年。
- 平田昭吾、高橋信也『若草ものがたり 上巻・下巻』主婦の友リトルランド〈母と子の名作ランド〉、1986年。
- 佐藤トシロウ 画『若草物語』雄鶏社〈おんどりアニメ絵本館〉、1987年。

- 平田昭吾 著、大野豊・井上智 画『若草ものがたり 1・2』永岡書店〈名作アニメ絵本シリーズ〉、1987年。
- 平田昭吾『わかくさものがたり』ブティック社〈よい子とママのアニメ絵本 せかいめいさくシリーズ〉、1990年。

### ゲーム
- タイムプリンセス：IGGによるスマホ用3DドレスアップRPG。様々な本の世界を主人公になって体験するマルチエンディング形式のゲームで、シナリオはステージ形式で、物語のシーンに合わせてアバターをドレスアップするクエストが発生する[126]。物語のひとつに「若草物語」があり、ヒロインはニューヨークにやってきた小説家志望のジョー。マルチエンディング形式で、プレイヤーは、小説家になる夢を追ったり、恋を追うなど等、選択肢を選んでシナリオを進めていく。

### ミュージカル
著名な作品であり、何度も舞台化されている。

#### 木馬座公演
1970年1月6日から1月25日まで『木馬座ロマン劇場』として、読売ホールで上演。
演出：松浦竹夫、衣装デザイン：森英恵、美術：藤城清治、音楽：いずみたく
メグ：山本リンダ、ジョー：森あき子、ベス：真理アンヌ、エミー：西崎緑、ローリー：団次郎、その他：南原宏治、月丘千秋

#### ブロードウェイ・ミュージカル

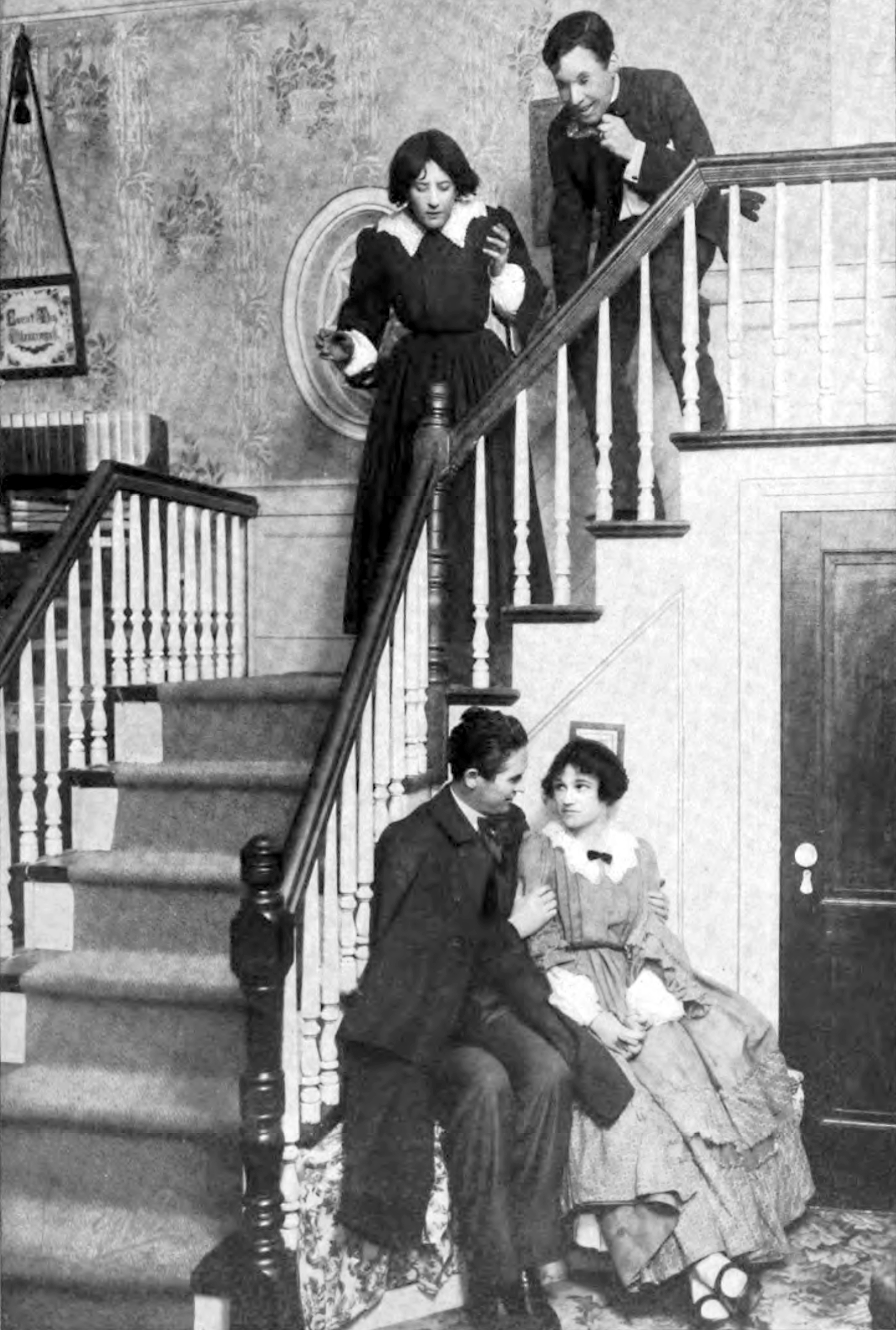
マリアン・デ・フォレストによる1912年のブロードウェイの舞台

2005年1月23日から5月22日の間、ブロードウェイで上演。サットン・フォスター主演。
スタッフ
脚本：アラン・ニー
作詞：ミンディ・ディックスタイン
作曲：ジェイソン・ハウランド

##### 日本での公演
2008年
『LITTLE WOMEN ～若草物語～』のタイトルで2008年5月1日から5月6日の間、アイピット目白にて上演。2005年に発表されたブロードウェイミュージカルを本邦初上演。キャストははちみつ組とダージリン組のダブルチーム（ダブルキャスト）になっている。
キャスト
はちみつ組
ジョー：若林えり、メグ：福元めぐみ、ベス：田中利枝子、エイミー：出口恵理
ダージリン組
ジョー：諸星美砂、メグ：福島翔子、ベス：中澤小波、エイミー：高小野絵美
全日共通
齋藤豊、影山慎二、由佐憲靖、小林つづれ、佐野まゆ香、瀬戸宏一
スタッフ
演出・翻訳：谷賢一
2015年
『LITTLE WOMEN ～若草物語～』のタイトルで2015年9月17日から9月27日の間、d-倉庫で上演。キャストはRose（ローズ）とLily（リリィ）のダブルチーム（ダブルキャスト）になっている。
キャスト
Rose
ジョー：島田彩、メグ：松原凜子、ベス：北川理恵、エイミー：小此木まり、マーチ夫人：保坂知寿、ベア先生：菊地まさはる／松之木天辺（シャッフル）、ローリー：大塚庸介、ローレンス：香取新一、ブルック：一和洋輔／形桐レイメイ（シャッフル）、マーチ叔母：白木美貴子
Lily
ジョー：ダンドイ舞莉花、メグ：RiRiKA、ベス：水野貴以、エイミー：梅原早紀、マーチ夫人：木村花代、ベア先生：菊地まさはる／松之木天辺（シャッフル）、ローリー：染谷洸太、ローレンス：香取新一、ブルック：一和洋輔／形桐レイメイ（シャッフル）、マーチ叔母：白木美貴子
スタッフ
演出・翻訳：藤倉梓
2019年
『LITTLE WOMEN －若草物語－』のタイトルで 2019年9月3日から9月25日の間、シアタークリエで上演。
キャスト
ジョー：朝夏まなと、メグ：彩乃かなみ、ベス：井上小百合（乃木坂46）、エイミー：下村実生（フェアリーズ）、お母さま：香寿たつき、ローリー：林翔太（ジャニーズJr.）、ベア先生：宮原浩暢（LE VELVETS）、ジョン・ブルック：川久保拓司、マーチおばさん / カーク夫人：久野綾希子、ローレンス：村井國夫
スタッフ
演出・訳詞：小林香
翻訳：小山ゆうな

### オペラ
- 1998年 マーク・アダモ作曲。台本は作曲者自身。1998年にテキサス州ヒューストン・グランド・オペラにて初演（この公演はテレビ放映され、DVD化もされた）。同地での再演に加え、カルガリー（カナダ）やテルアヴィヴ（イスラエル）などでも公演され、2005年には来日したニューヨーク・シティ・オペラによって東京と名古屋でも公演（アジア初演）が行なわれた。